# Biserica Cuvioasa Paraschiva din Mesentea

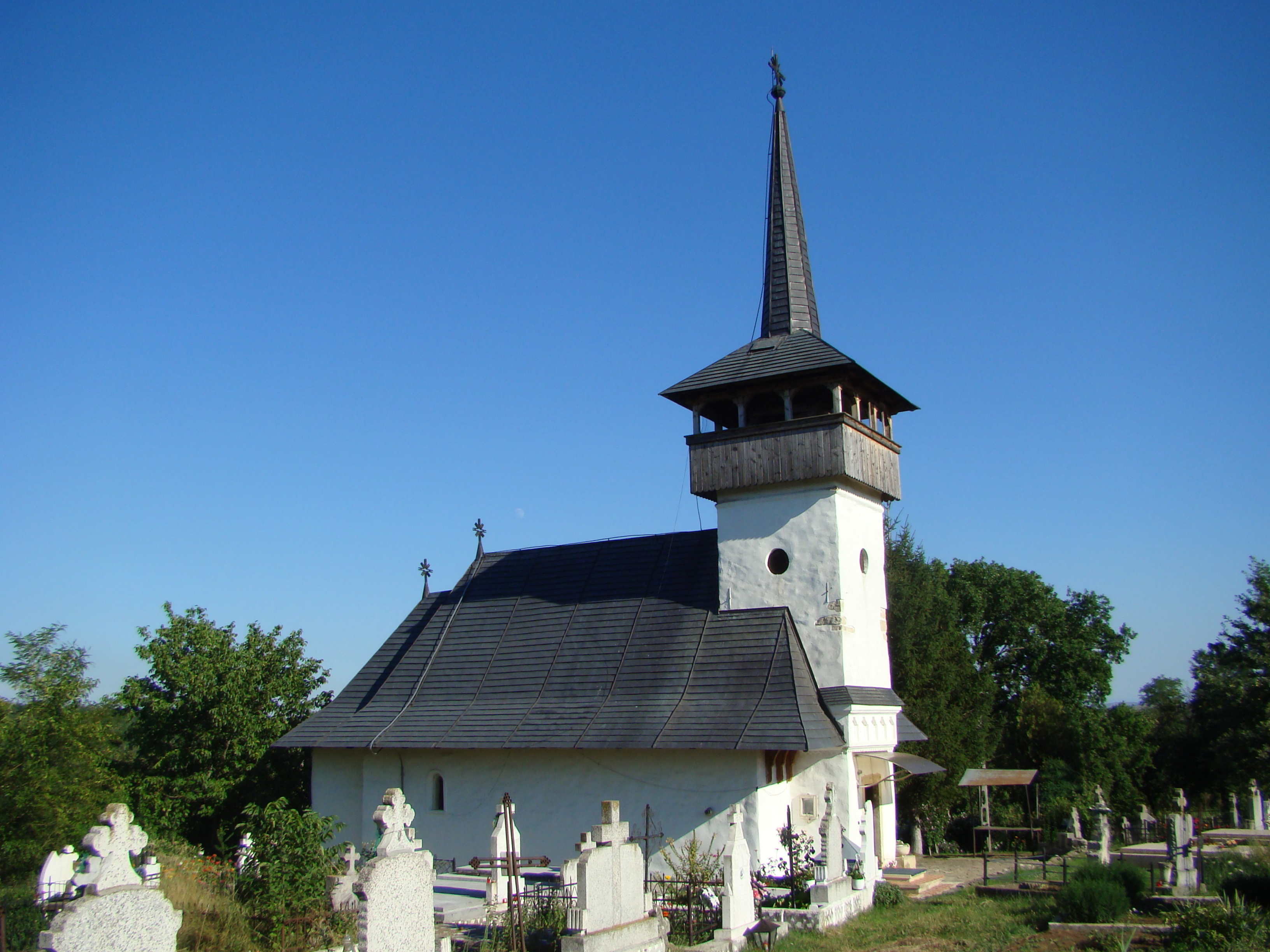
Biserica „Cuvioasa Paraschiva” din Mesentea, județul Alba, foto: august 2017.

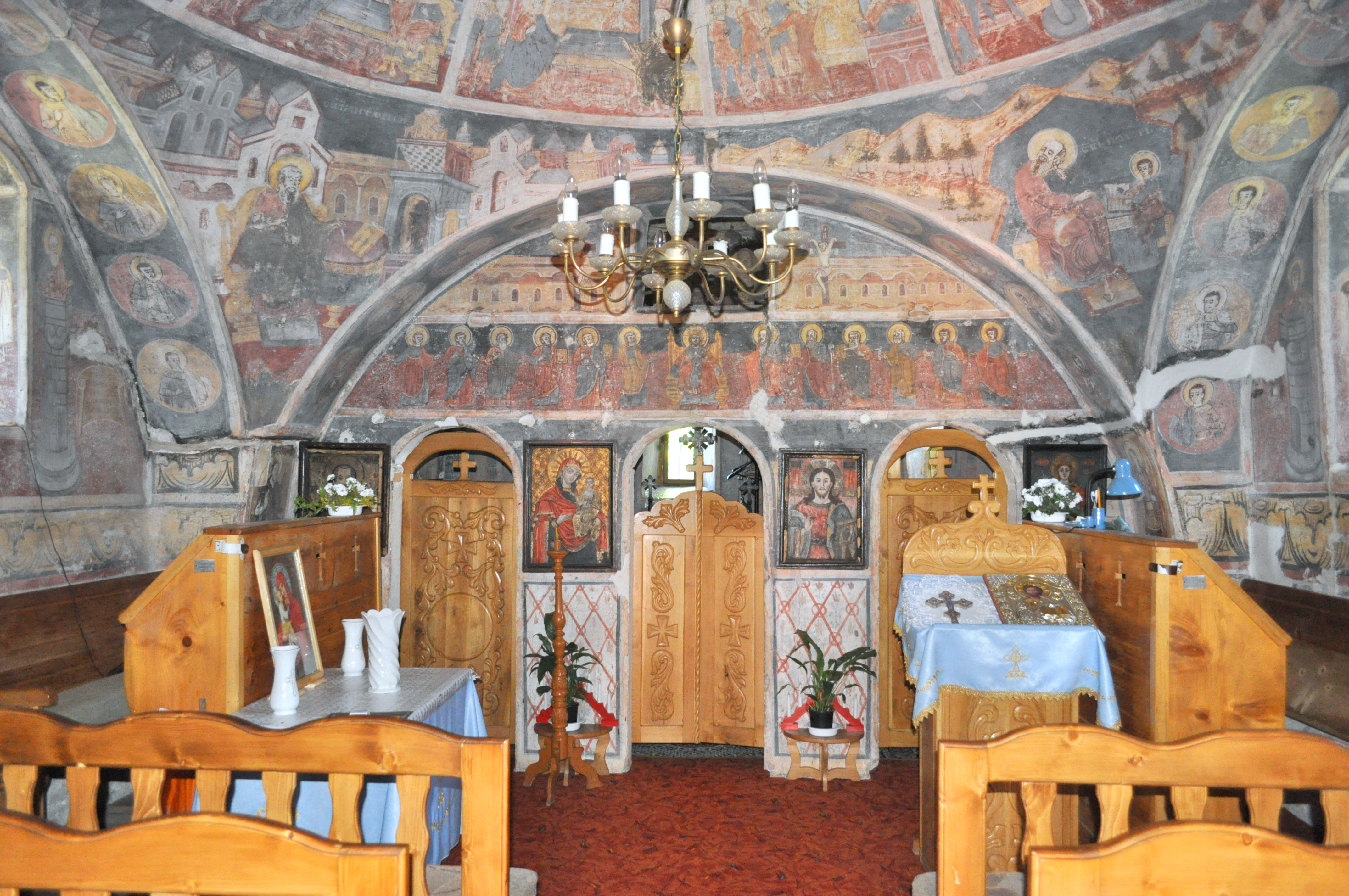
Biserica „Cuvioasa Paraschiva” din Mesentea, județul Alba, foto: august 2017.

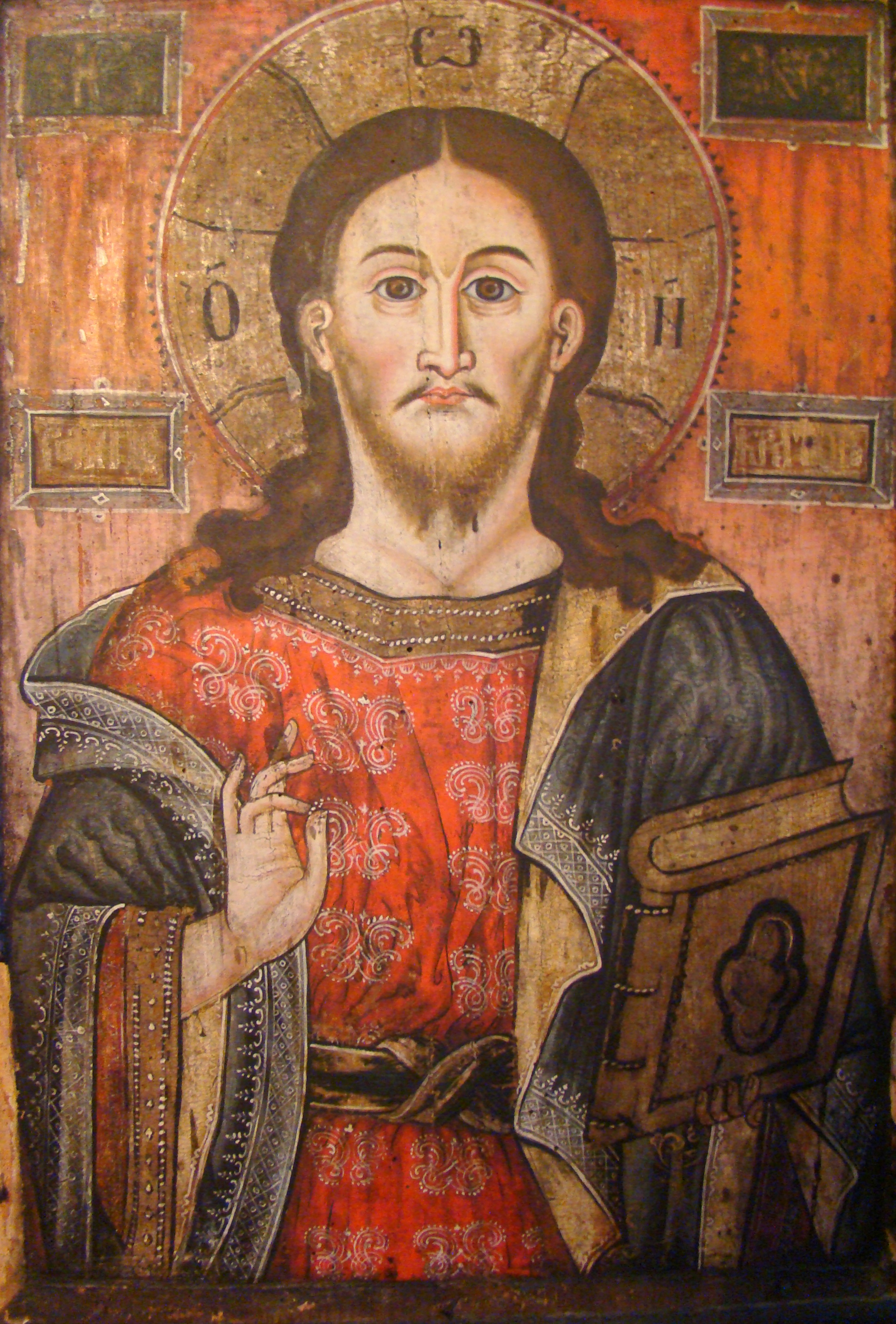
Icoana Mântuitorului

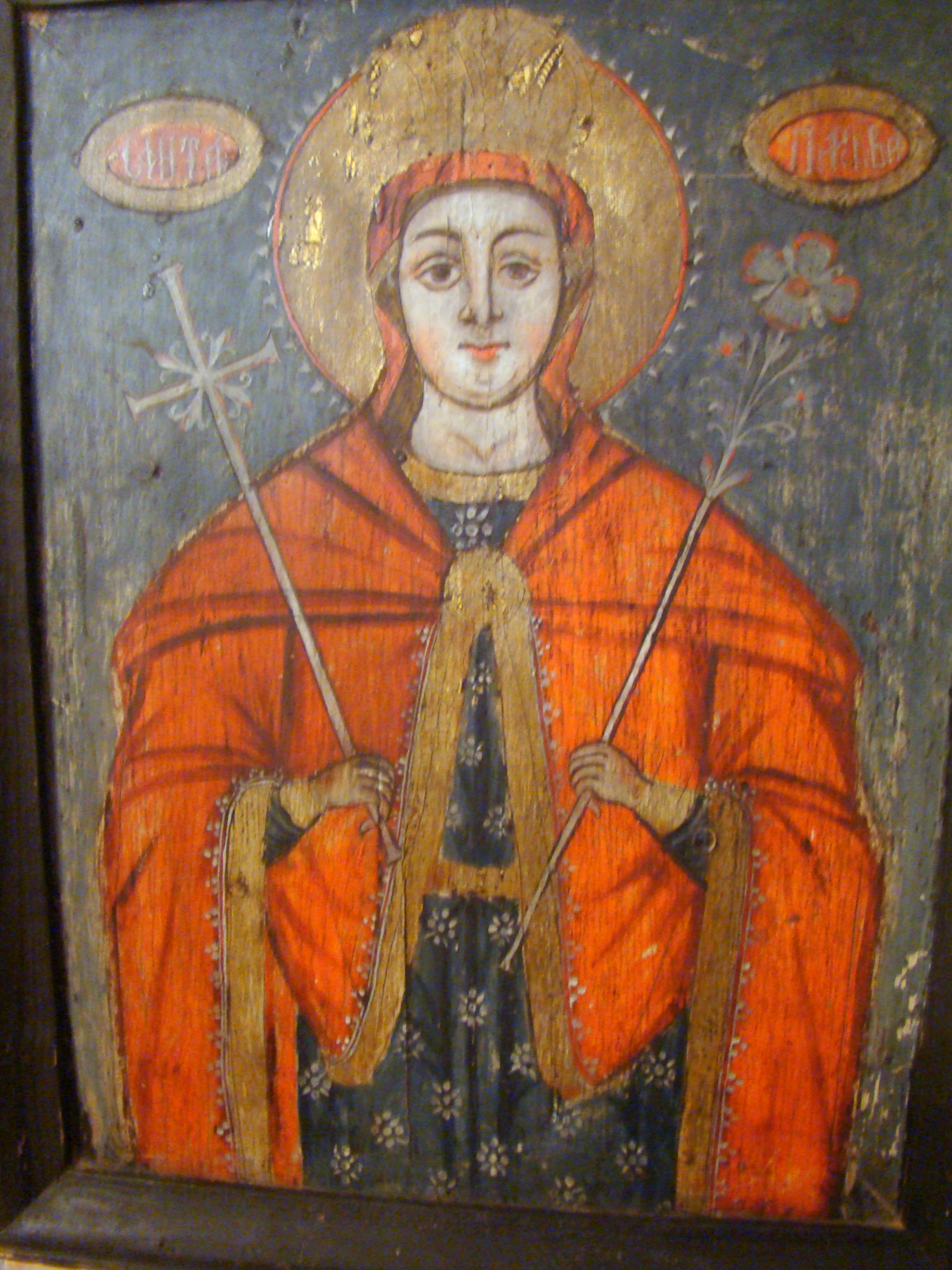
Icoana de hram: Cuvioasa Parascheva

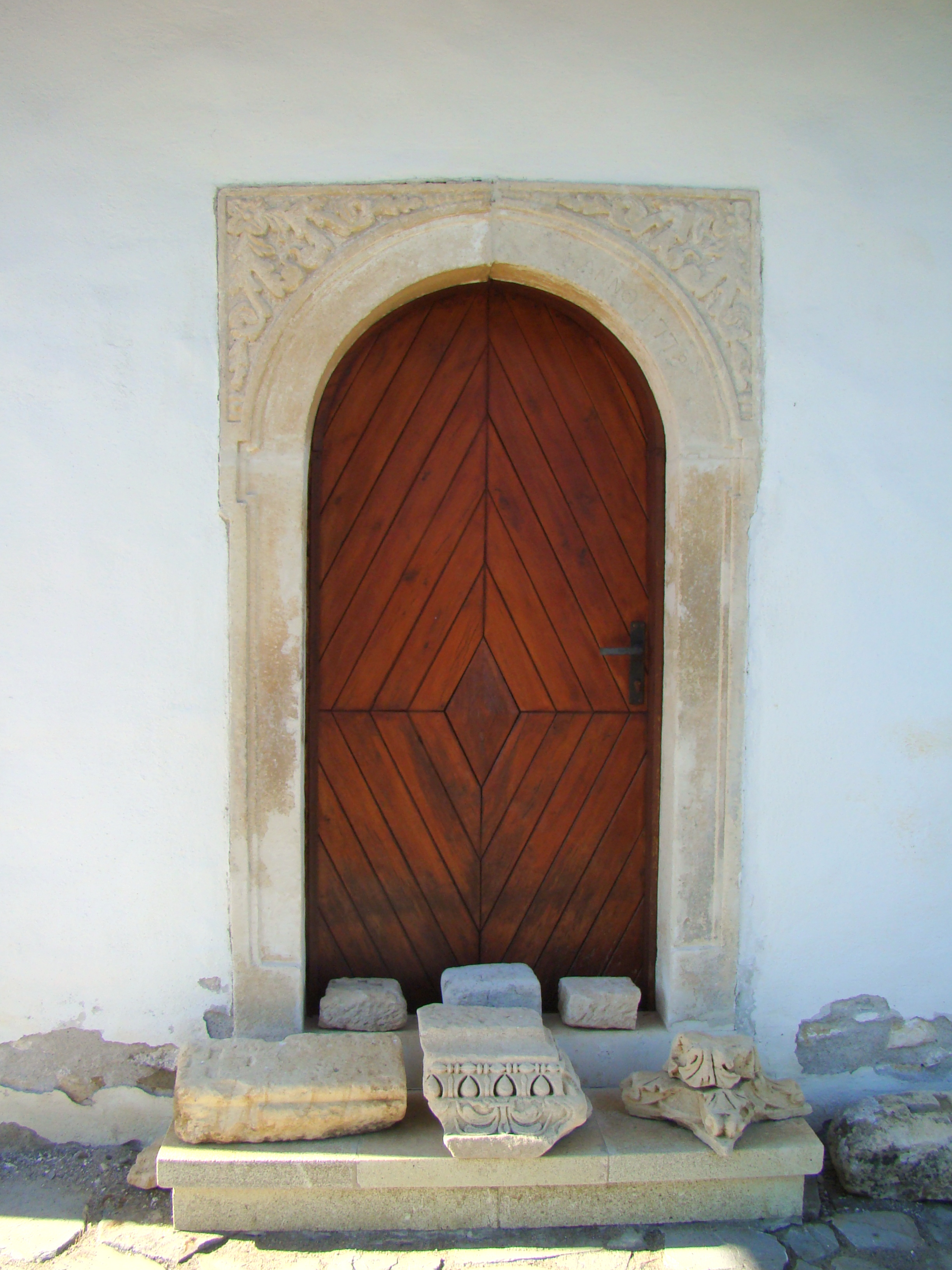
Portalul de pe latura sudică

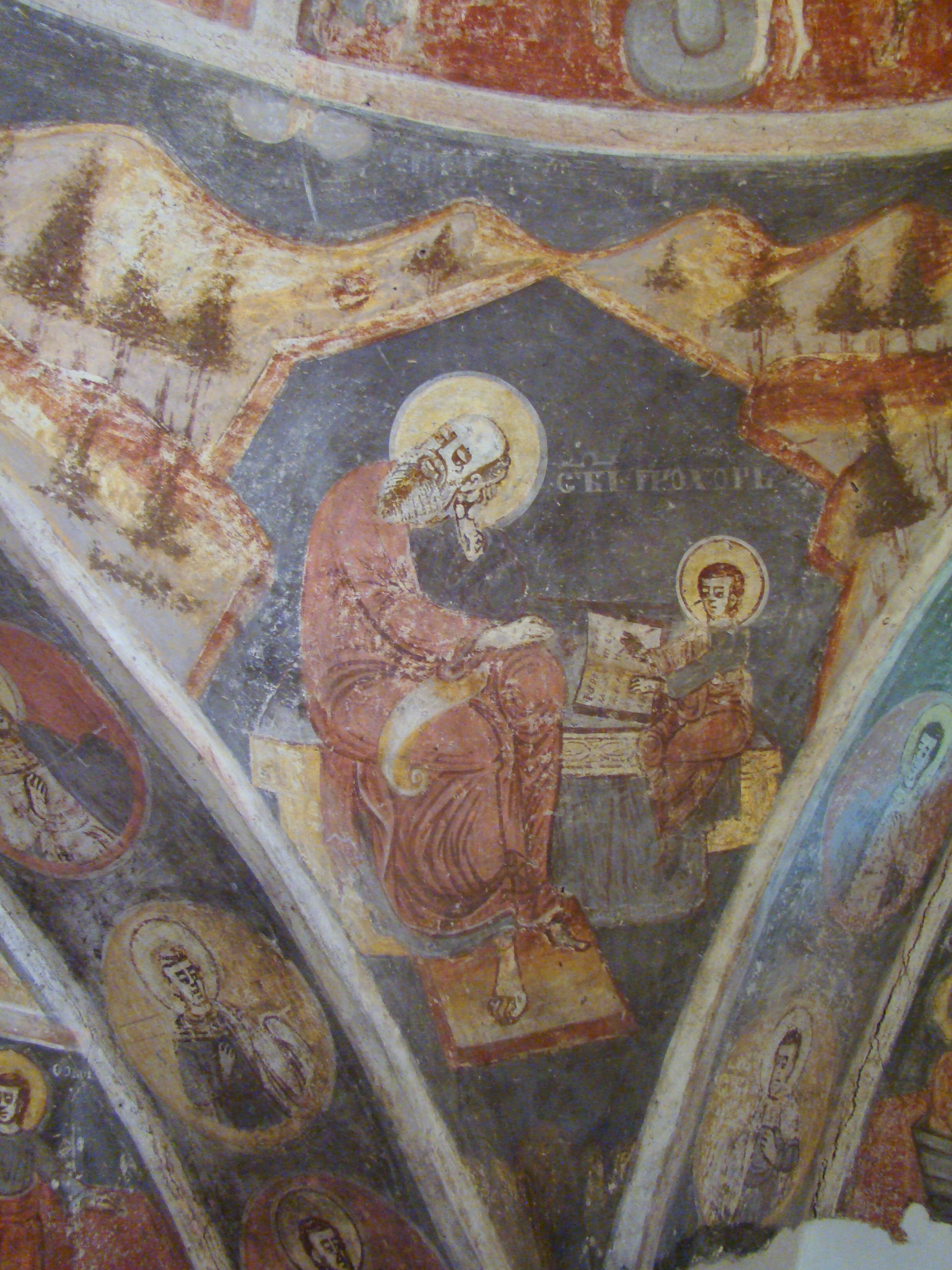
Pandantive: Evangheliștii

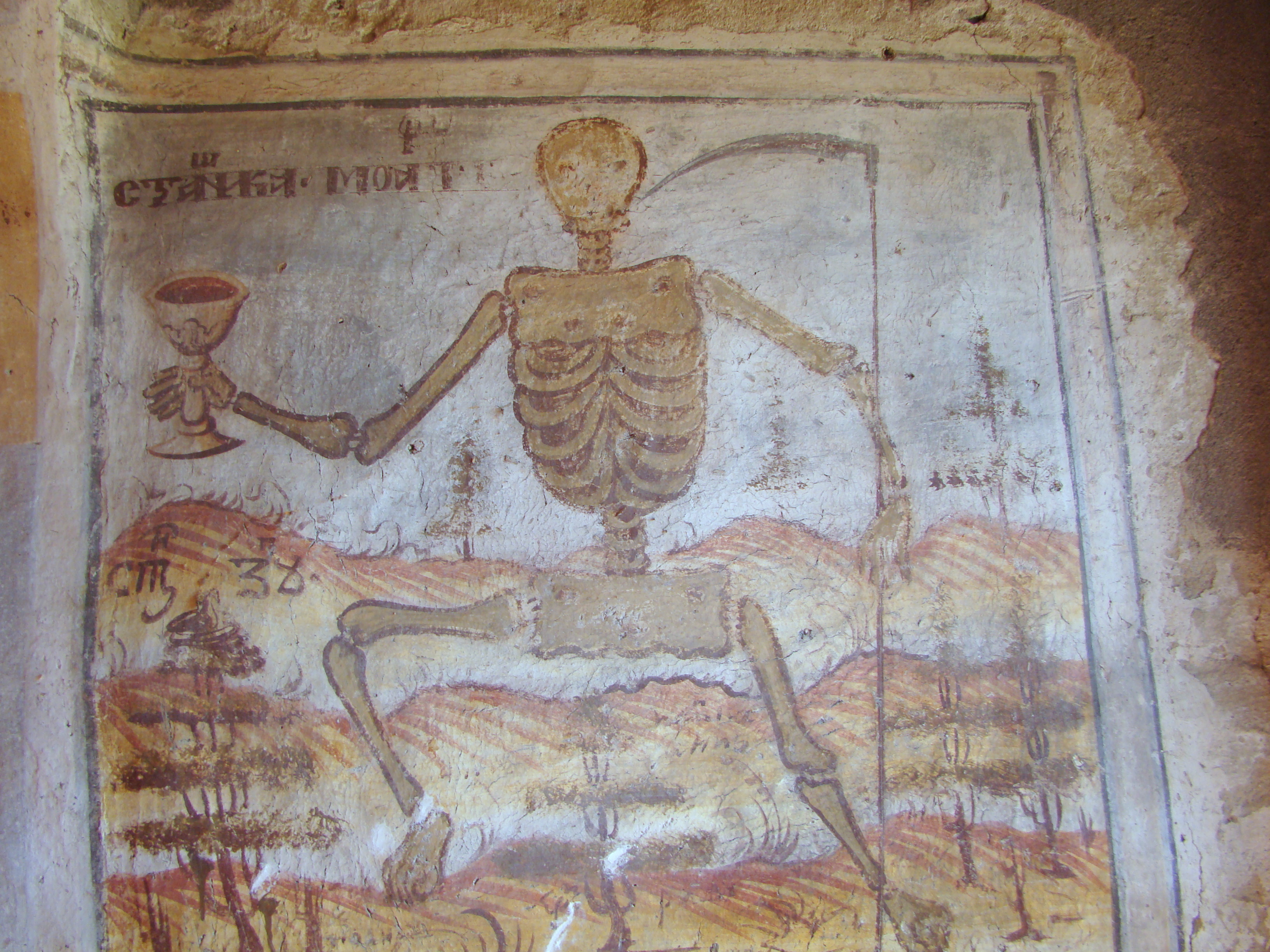
Moartea zugrăvită în pronaosul bisericii din Mesentea

Biserica „Cuvioasa Paraschiva” din Mesentea, județul Alba, a fost construită în anul 1778.. Biserica se află pe noua listă a monumentelor istorice sub codul LMI 2010:  AB-II-m-A-00252.

## Istoric și trăsături
Biserica „Cuvioasa Paraschiva” din Mesentea are dimensiuni modeste; planul este format dintr-un naos de formă aproximativ pătrată, prelungit spre vest printr-un pronaos dreptunghiular și un turn de asemenea pătrat. Naosul și pronaosul sunt despărțite printr-un zid plin, comunicarea făcându-se printr-o ușă cu ancadrament din piatră. În partea de est, absida altarului este poligonală, decroșată, cu cinci laturi. Fundația bisericii este alcătuită din piatră înecată în mortar de var și nisip. Spațiile interioare sunt acoperite de calote pe pandantive, la a căror susținere contribuie și șase pilaștri. Există două intrări: una pe latura sudică, deschiderea fiind practicată în peretele pronaosului; cealaltă intrare se află pe latura de vest, sub turn. Ambele intrări au ancadramente de piatră, frumos decorate cu motive vegetal-florale. Inscripția de pe lintelul portalului sudic arată că această biserică a fost finalizată în anul 1778. Se presupune că biserica a fost ridicată pe locul unei biserici vechi din lemn, care a fost distrusă parțial sau integral de un incendiu.
Biserica a fost pictată de zugravul Stan din Rășinari între anii 1781-1782; biserica a fost pictată și în exterior, însă podoaba picturală exterioară s-a pierdut în urma restaurării drastice din anul 1928.
Datorită stării avansate de degradare, pereții având numeroase crăpături care indicau starea precară a structurii de rezistență, biserica a fost inclusă într-un program de restaurare. Cu acest prilej, în anul 1999, luna septembrie, s-au făcut și săpături arheologice; au fost descoperite 37 de morminte, dintre care două treimi au fost morminte de adulți. Majoritatea decedaților au fost îngropați în sicrie, cu mâinile încrucișate în unghi drept deasupra abdomenului și având moneda de obol (cea mai veche monedă fiind din 1553). Obiectele descoperite în urma săpăturilor arheologice se află la Muzeul Municipal Ioan Raica din Sebeș. 

## Imagini din exterior

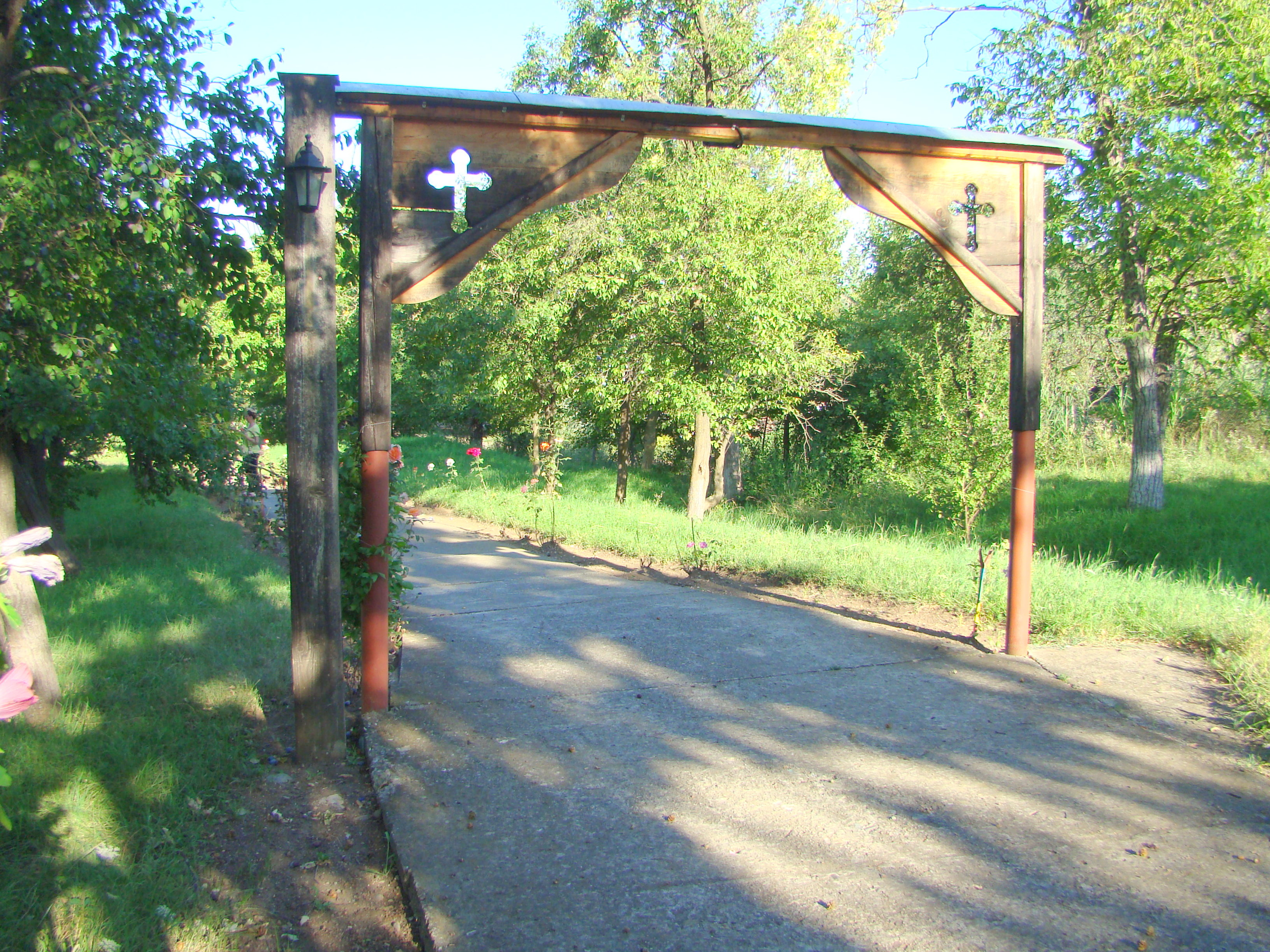
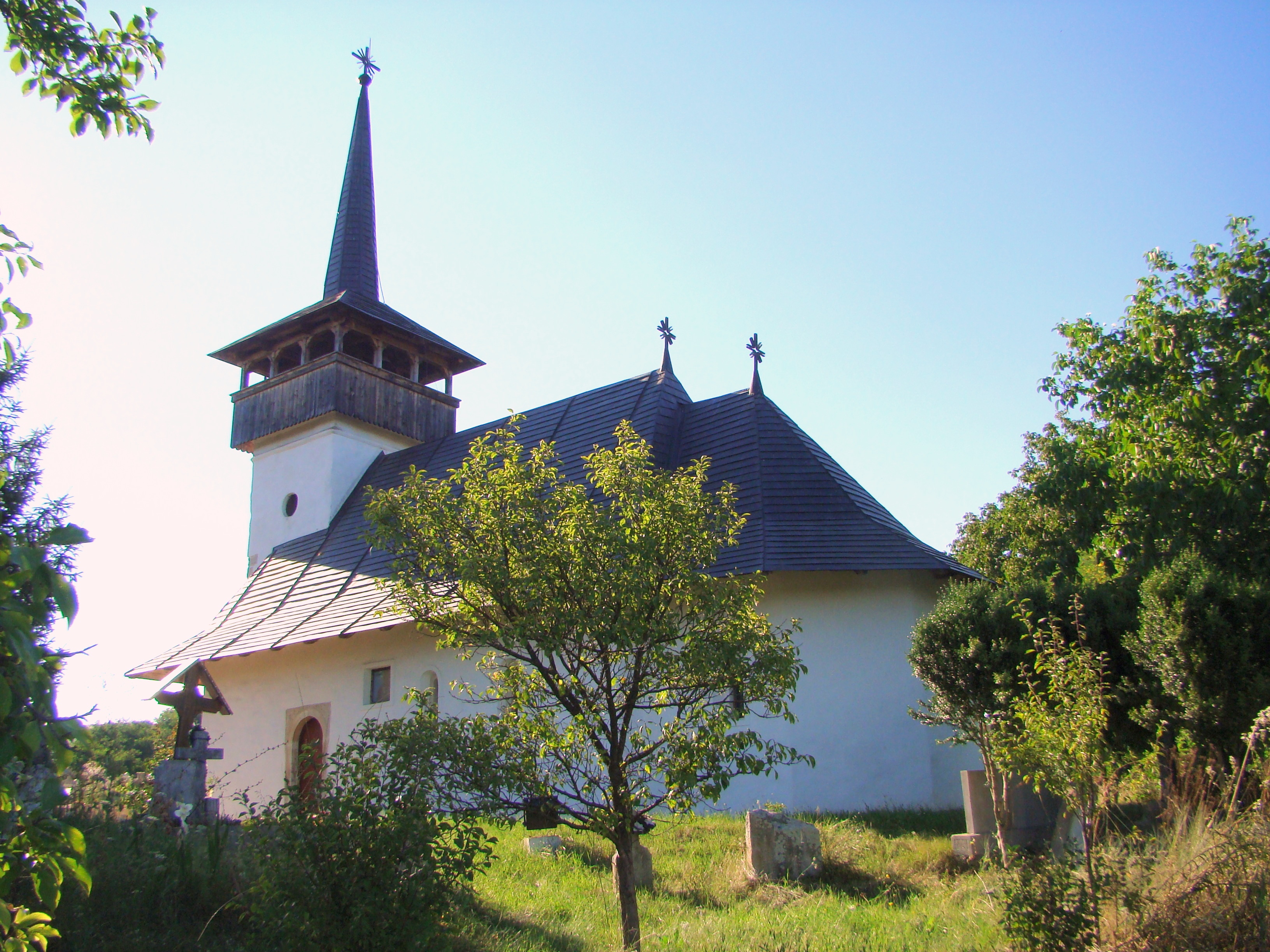
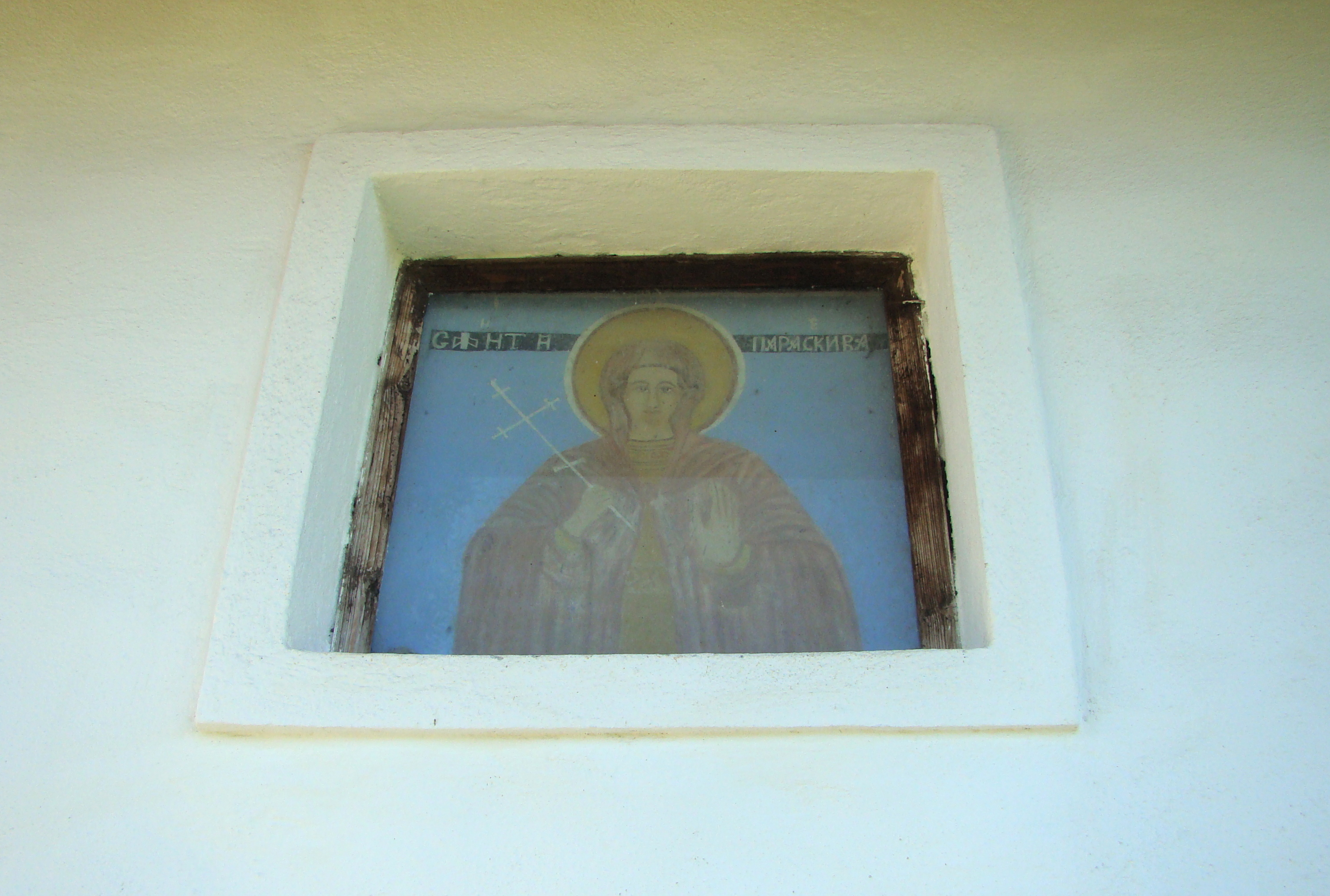
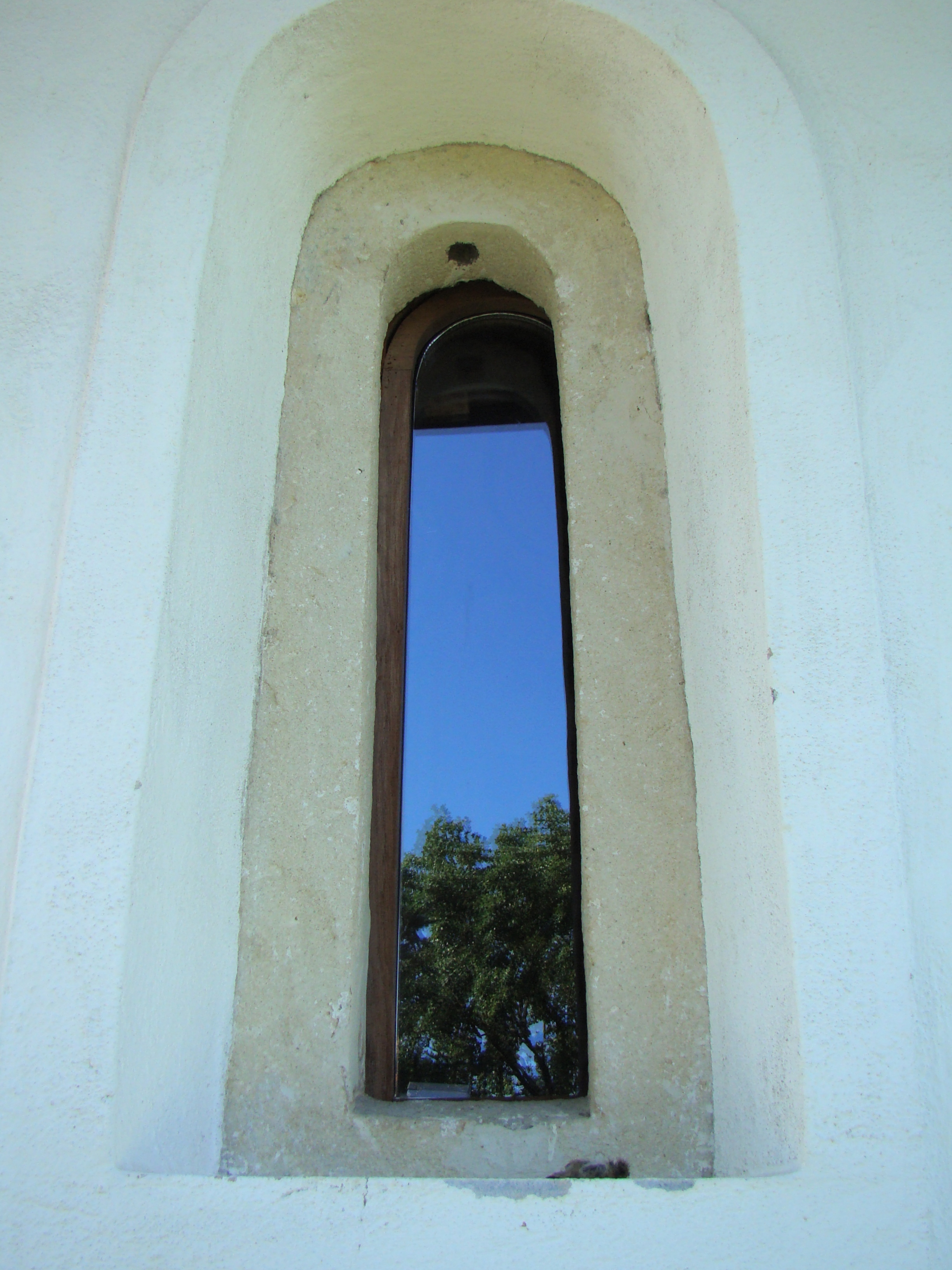
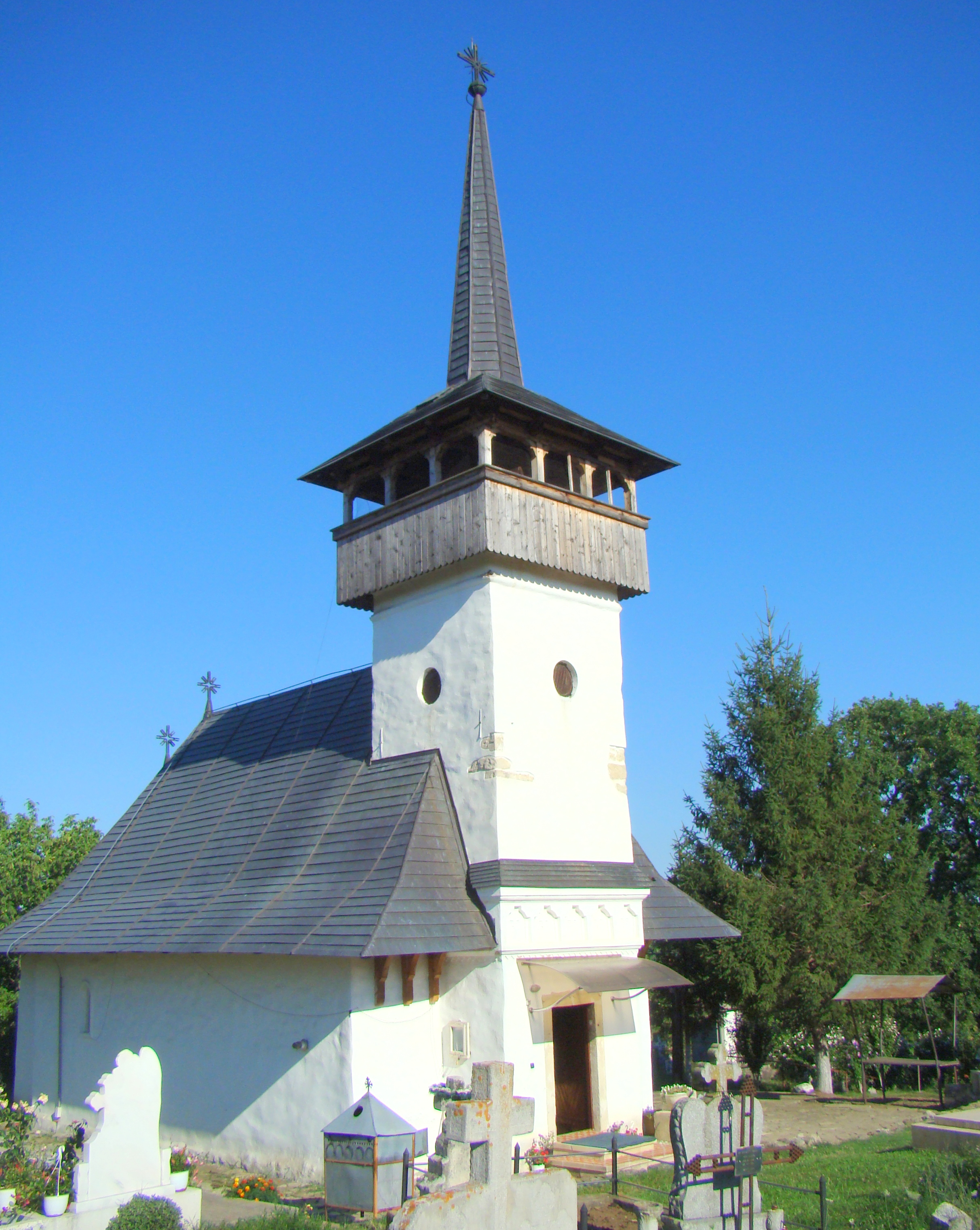
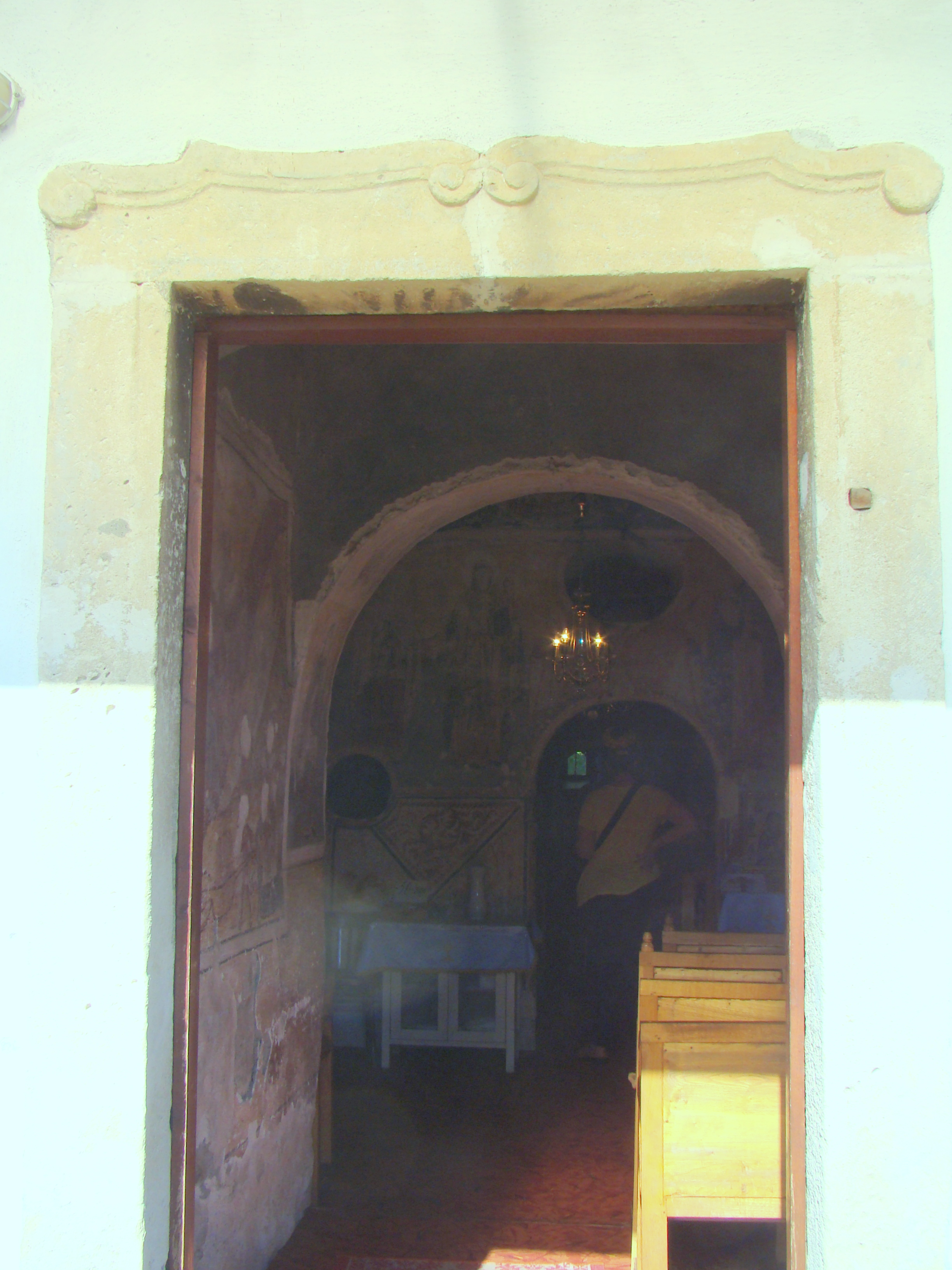
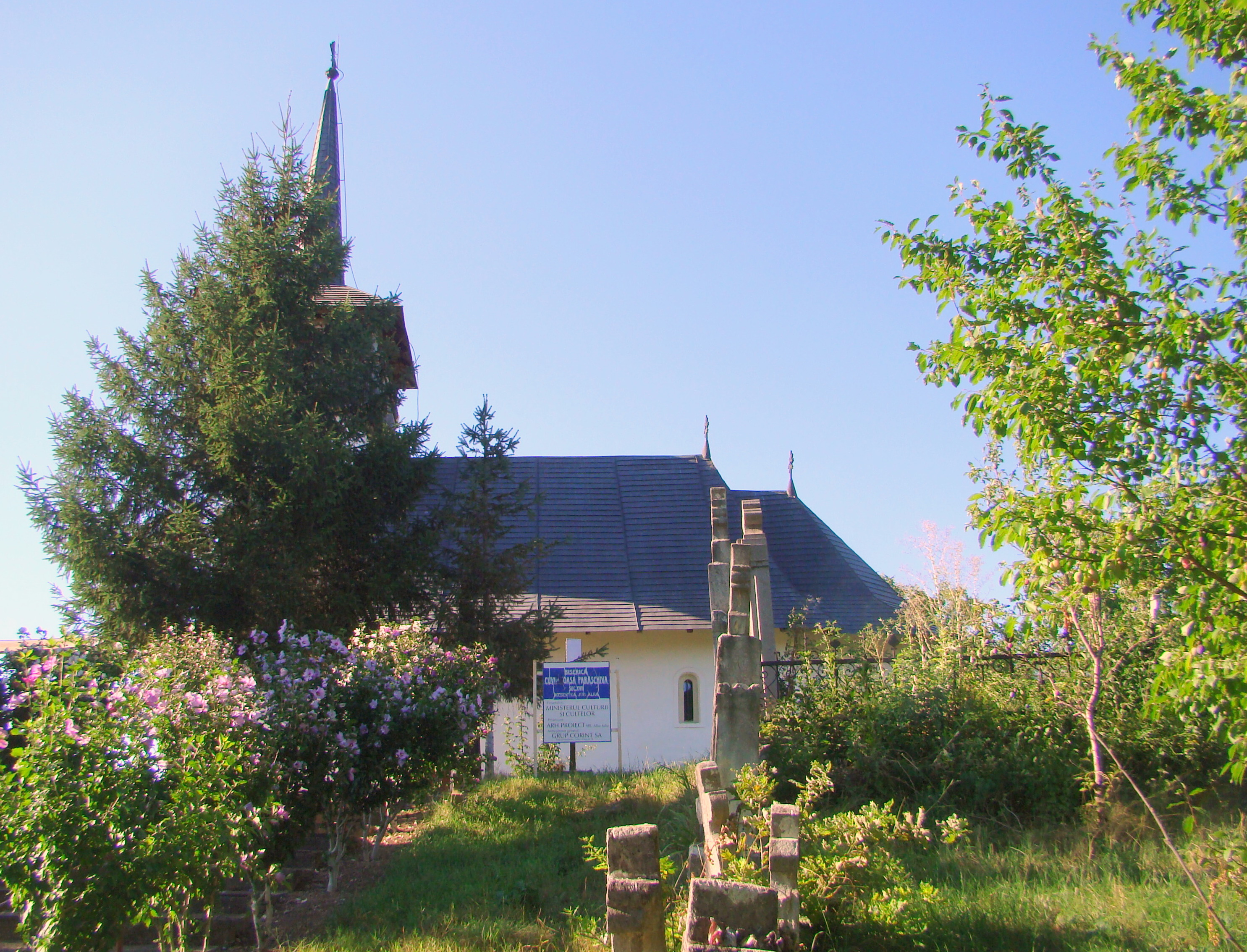
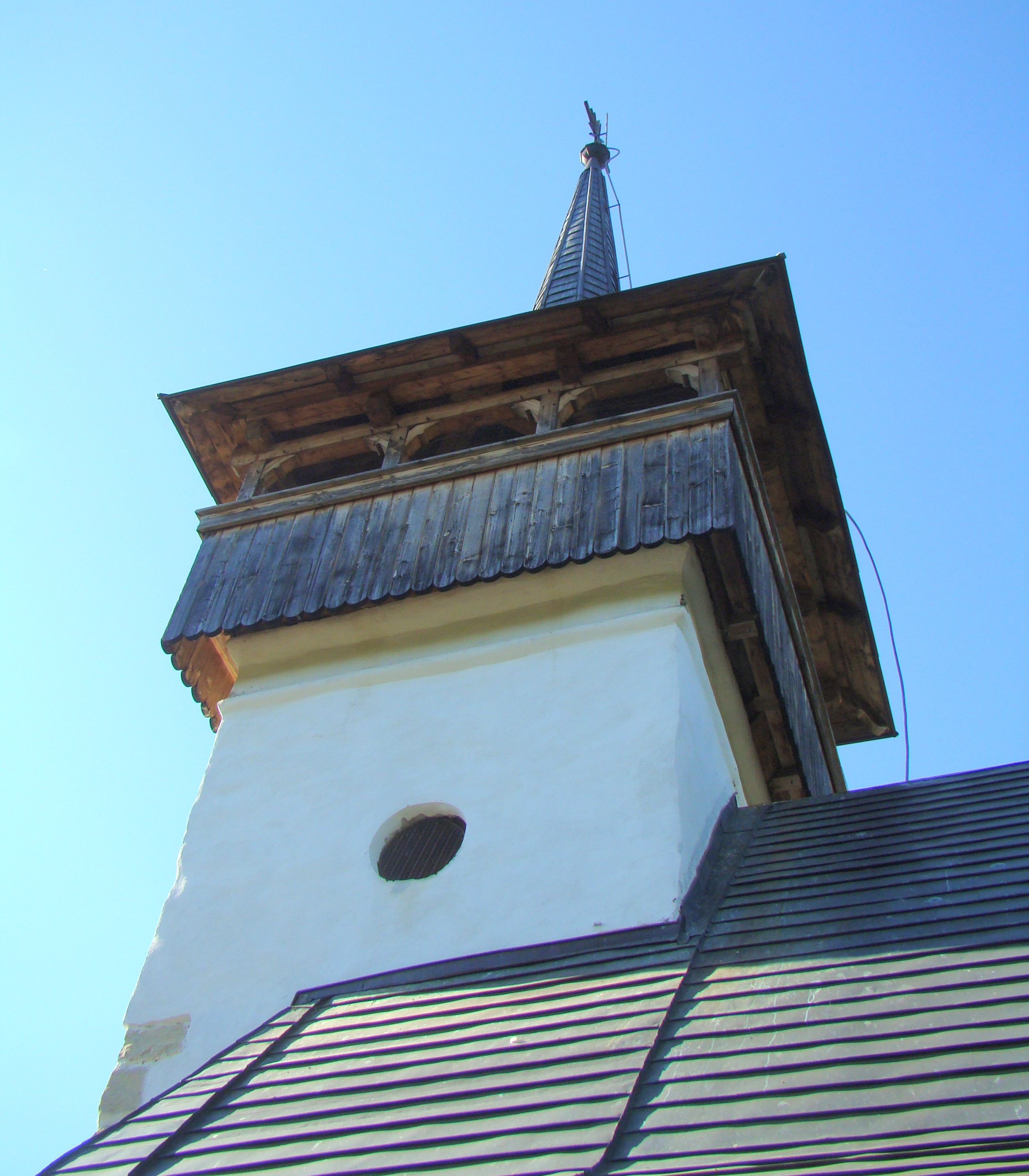
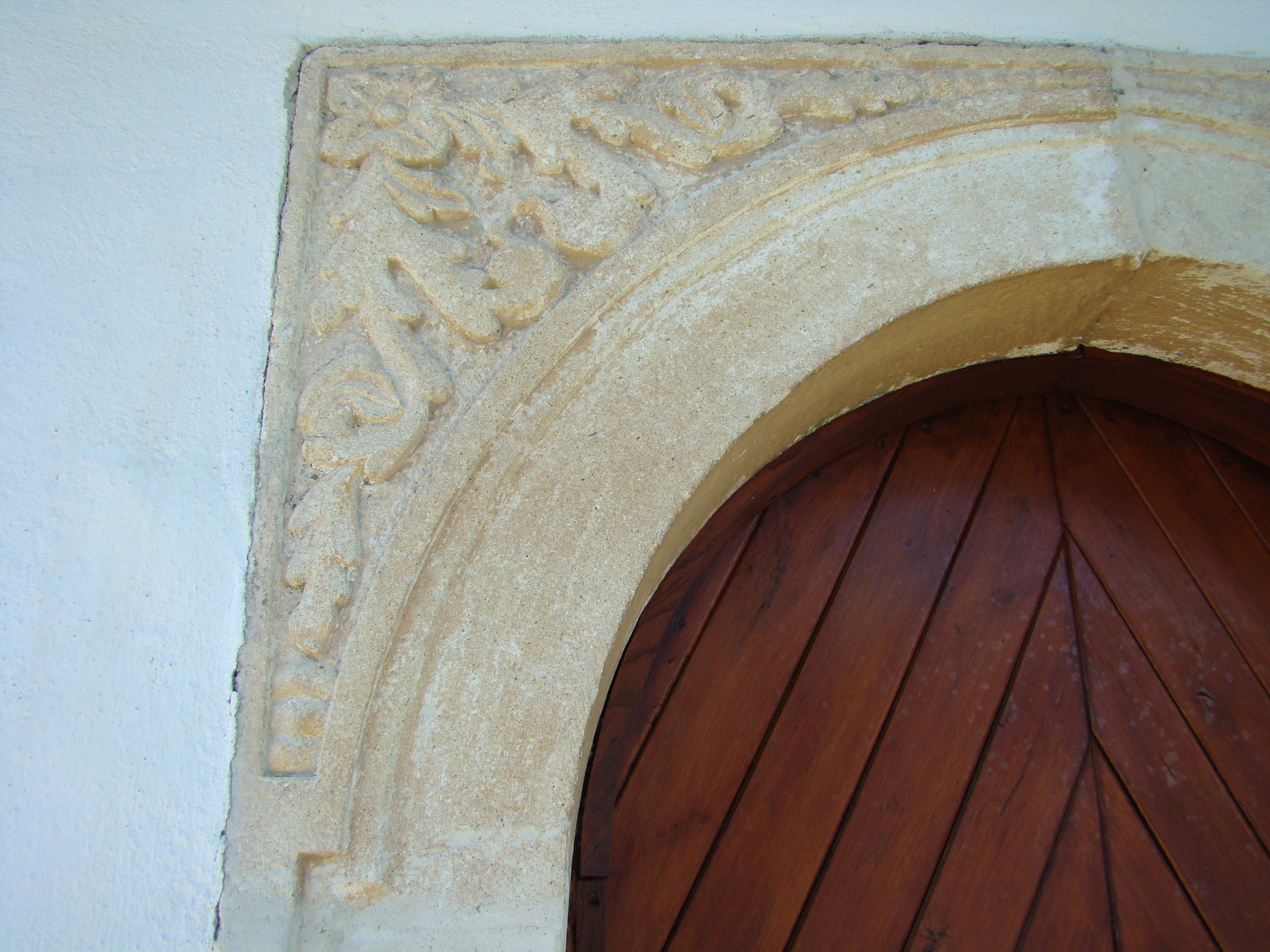
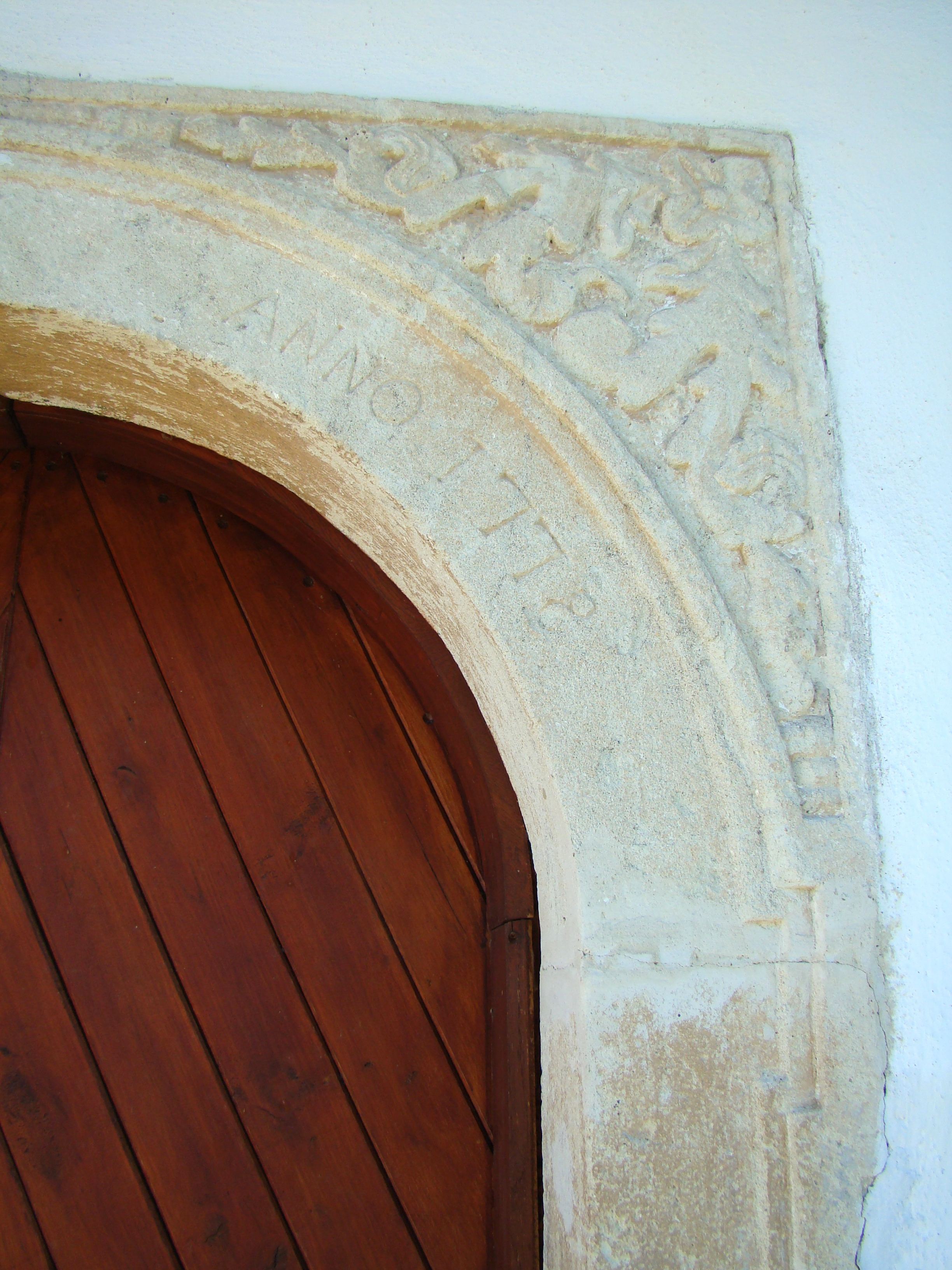
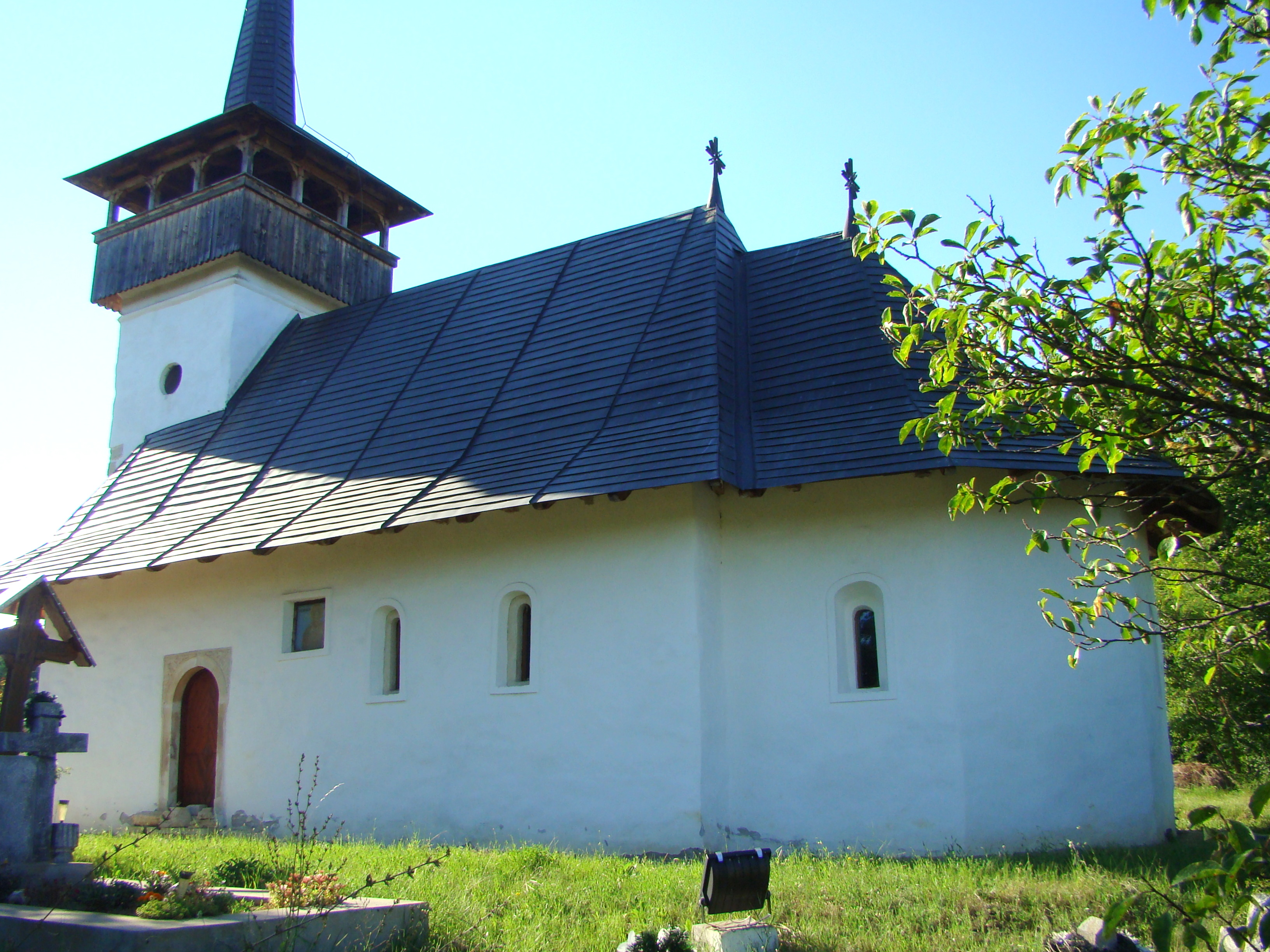
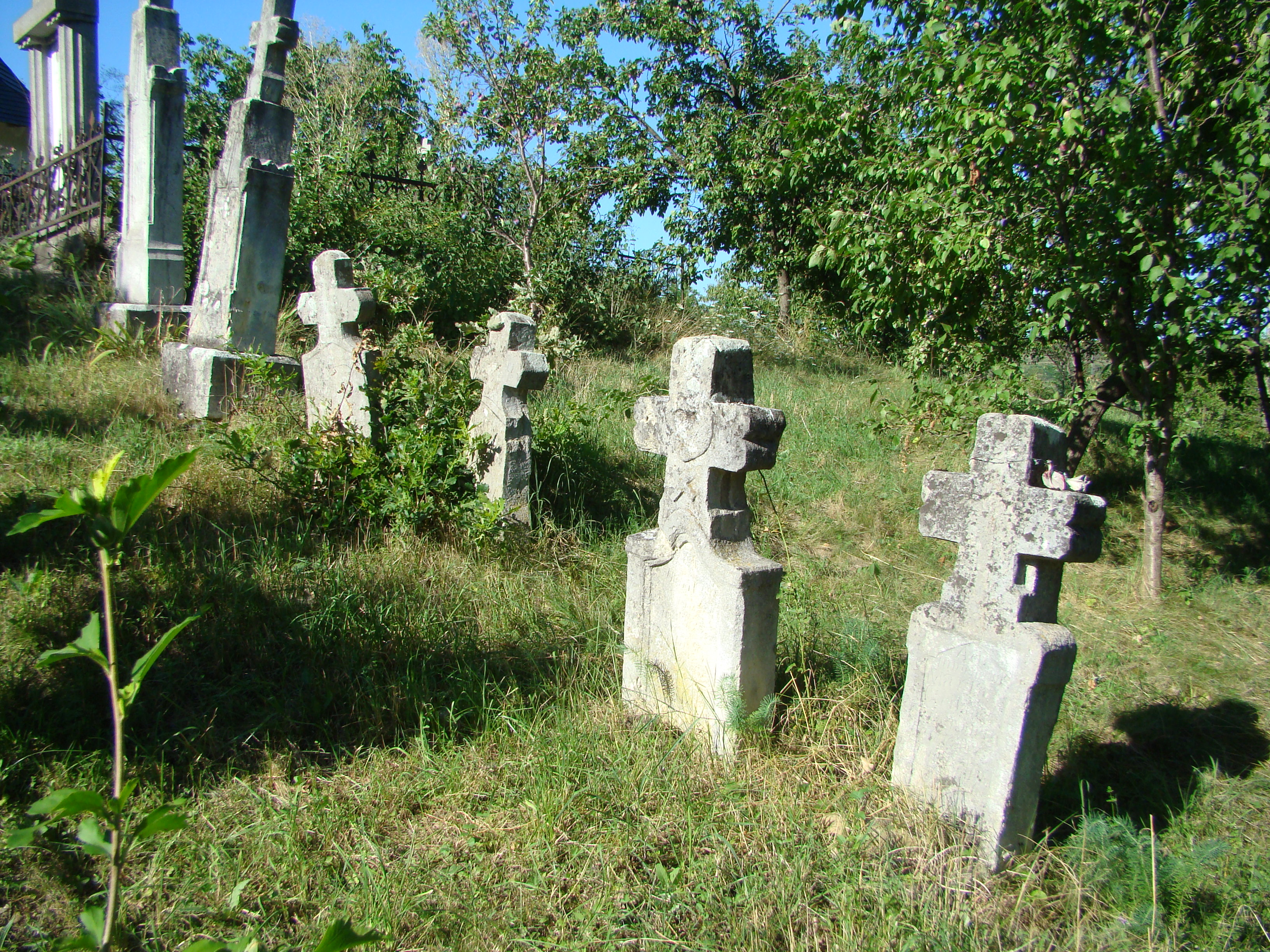

## Imagini din interior

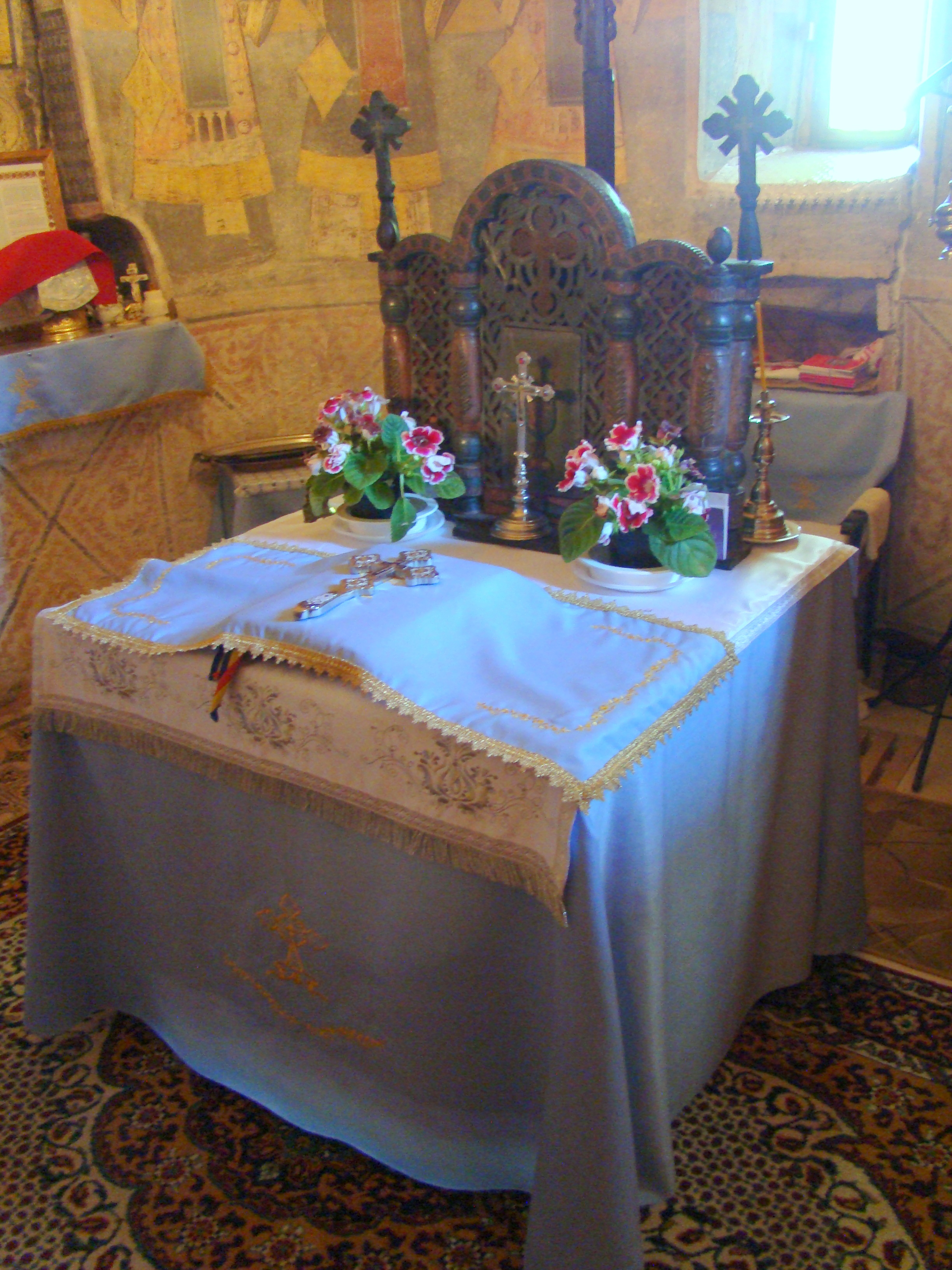
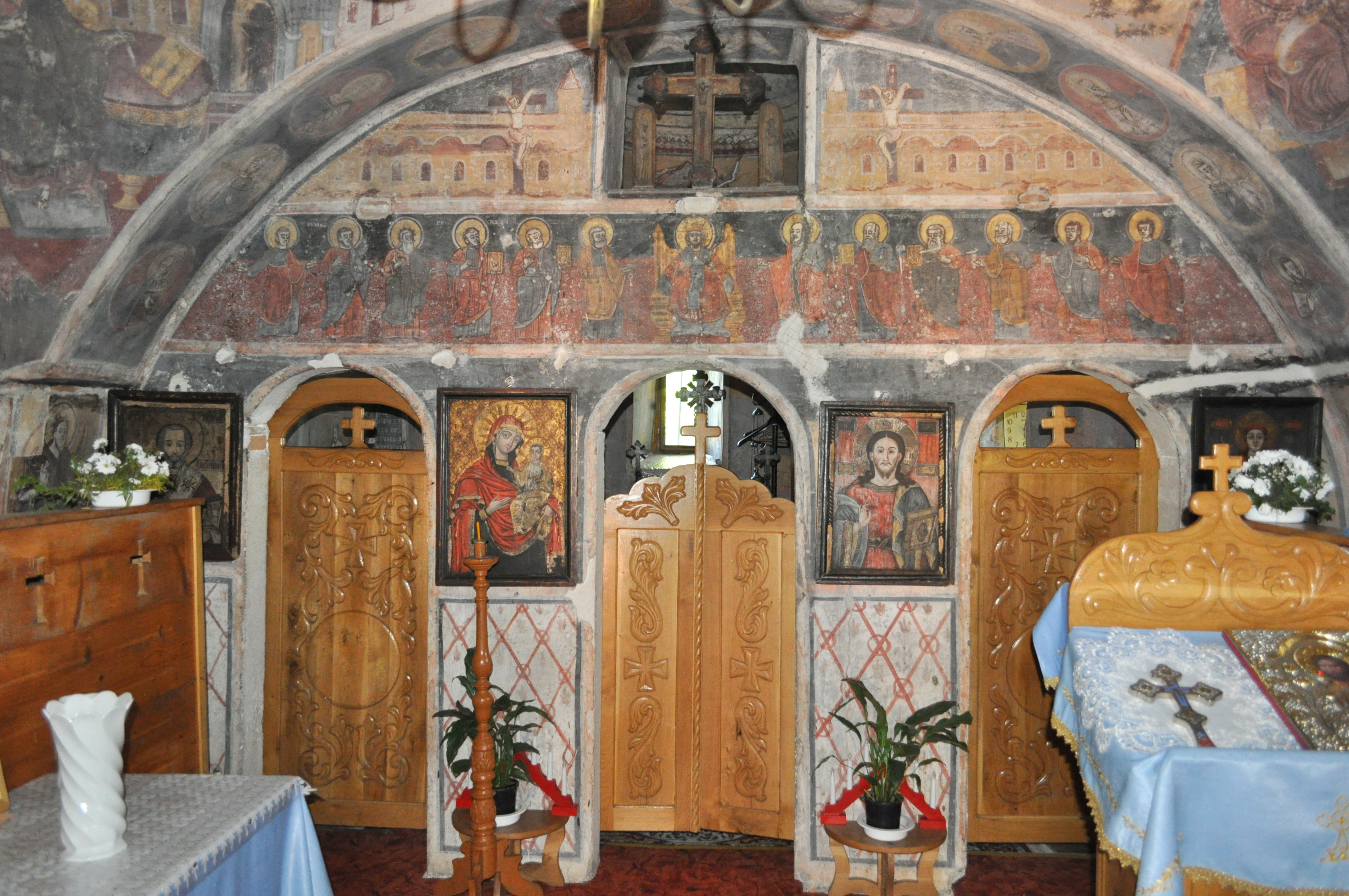
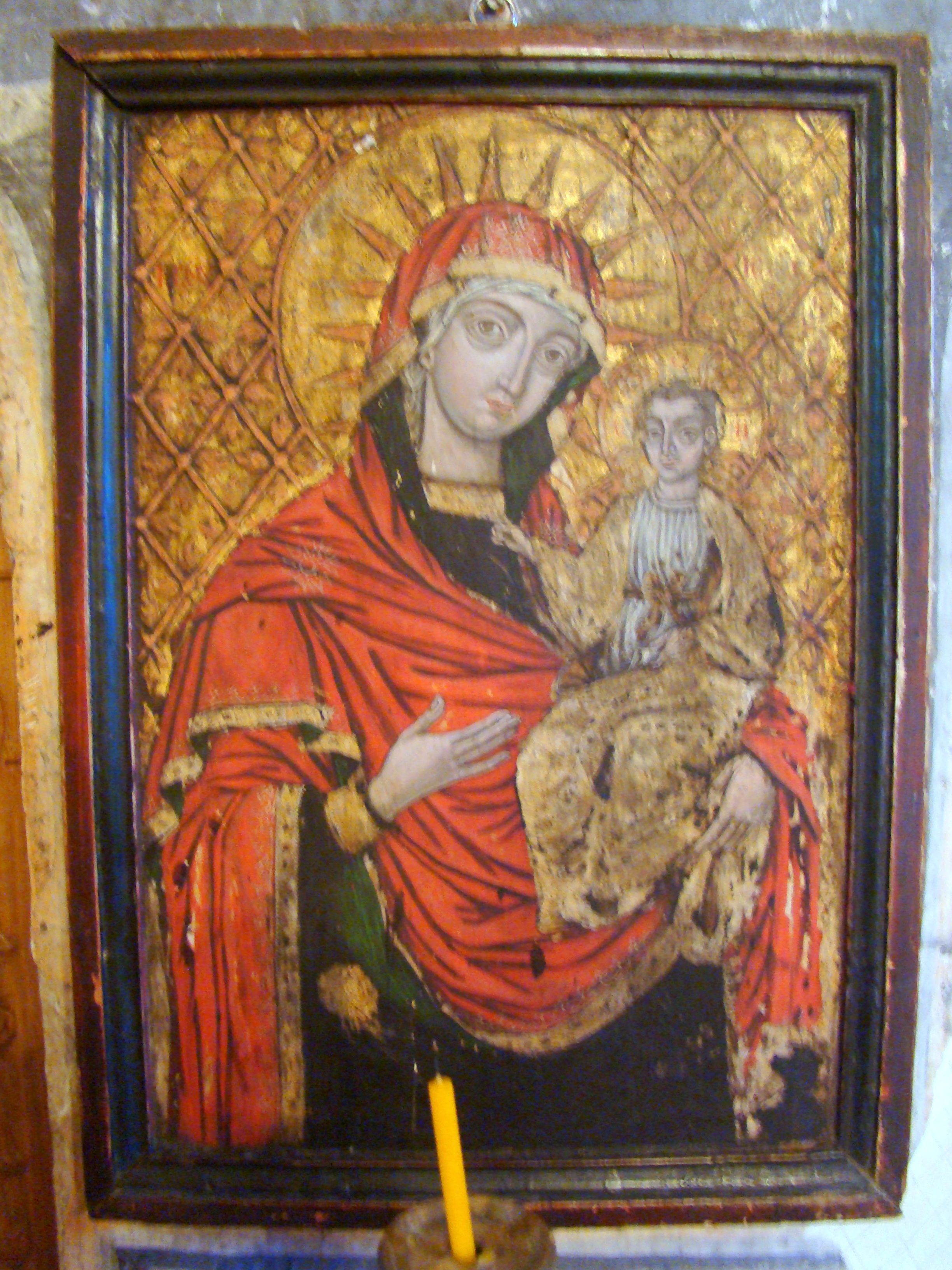
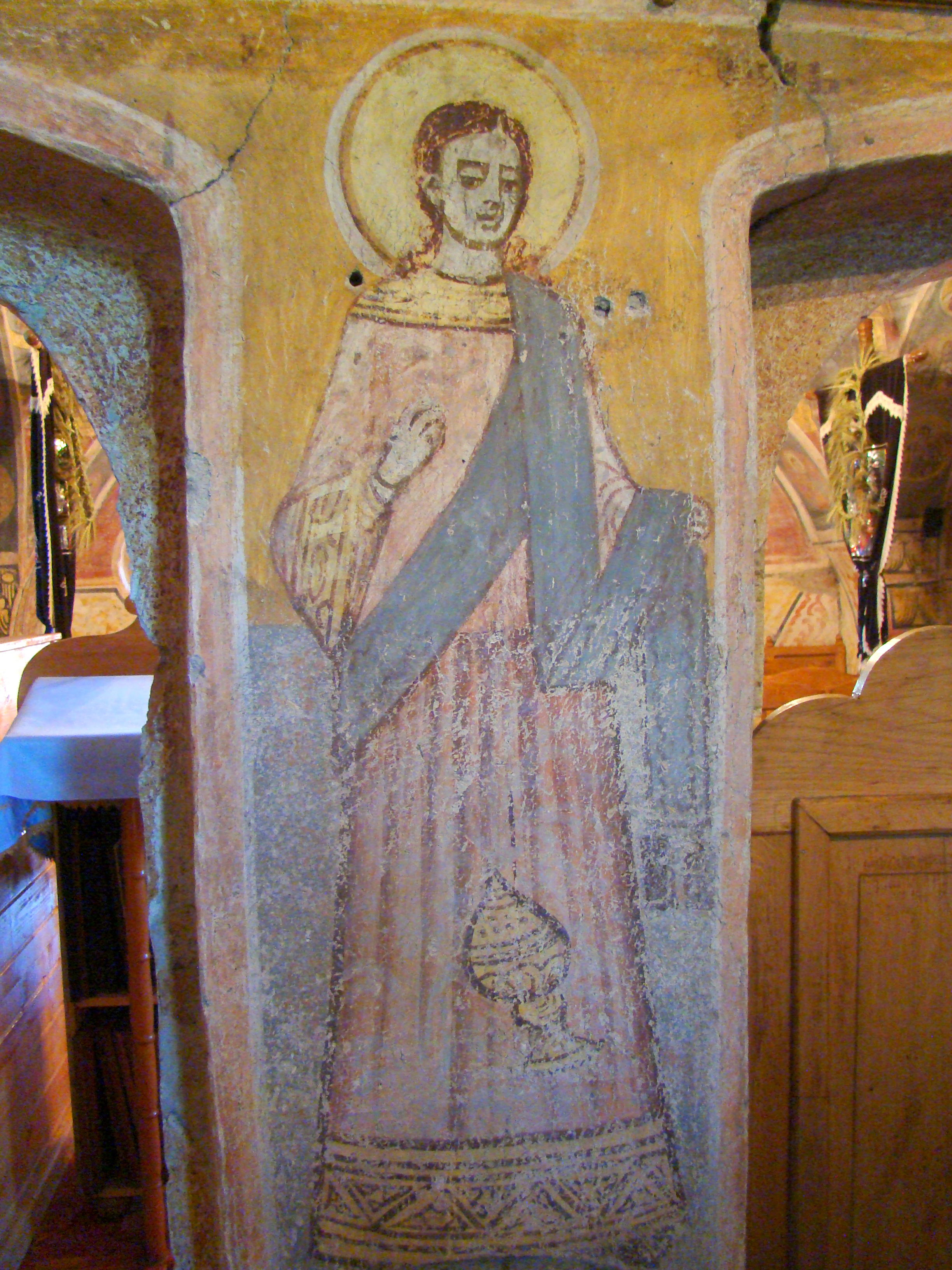
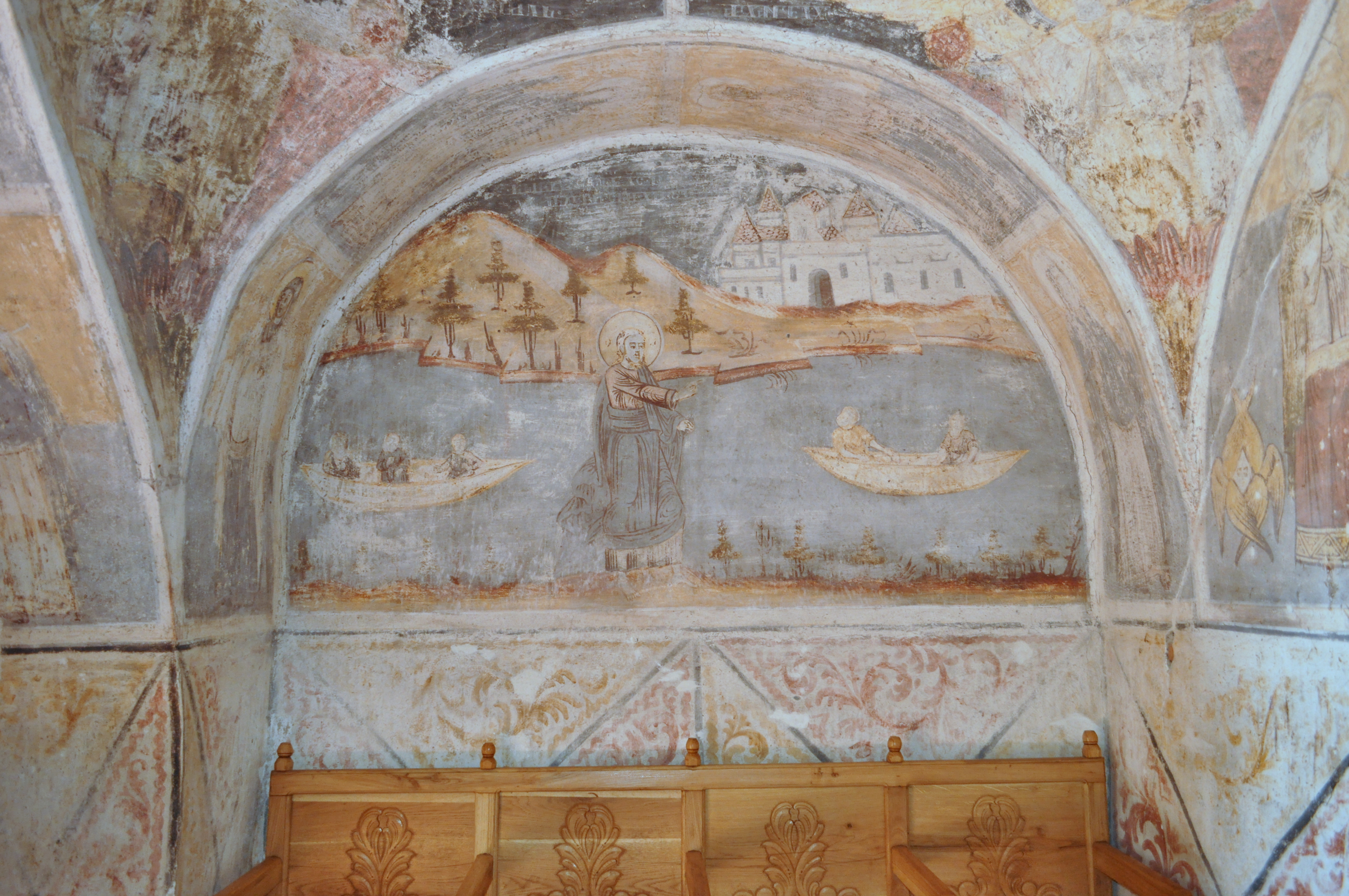
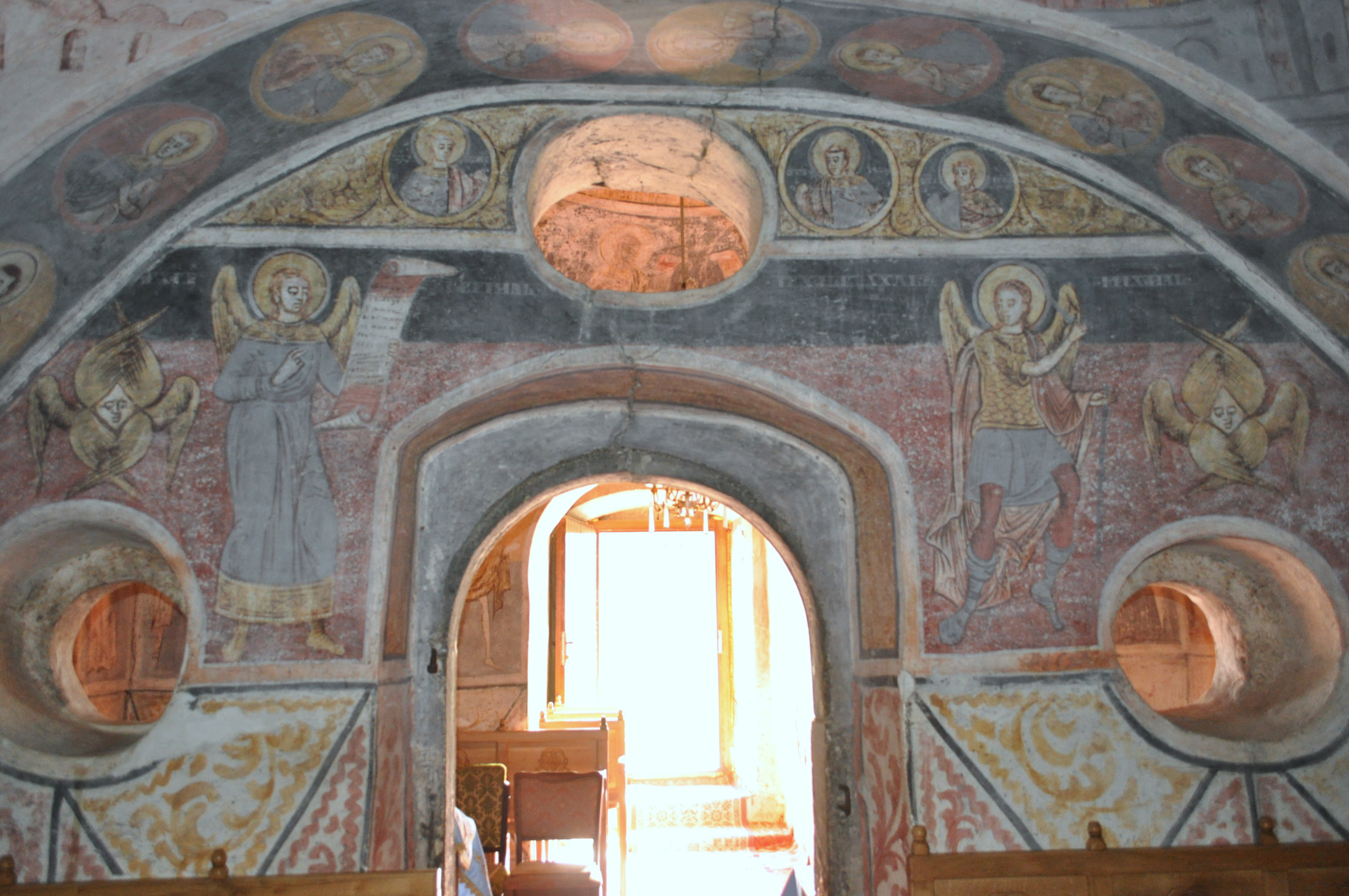
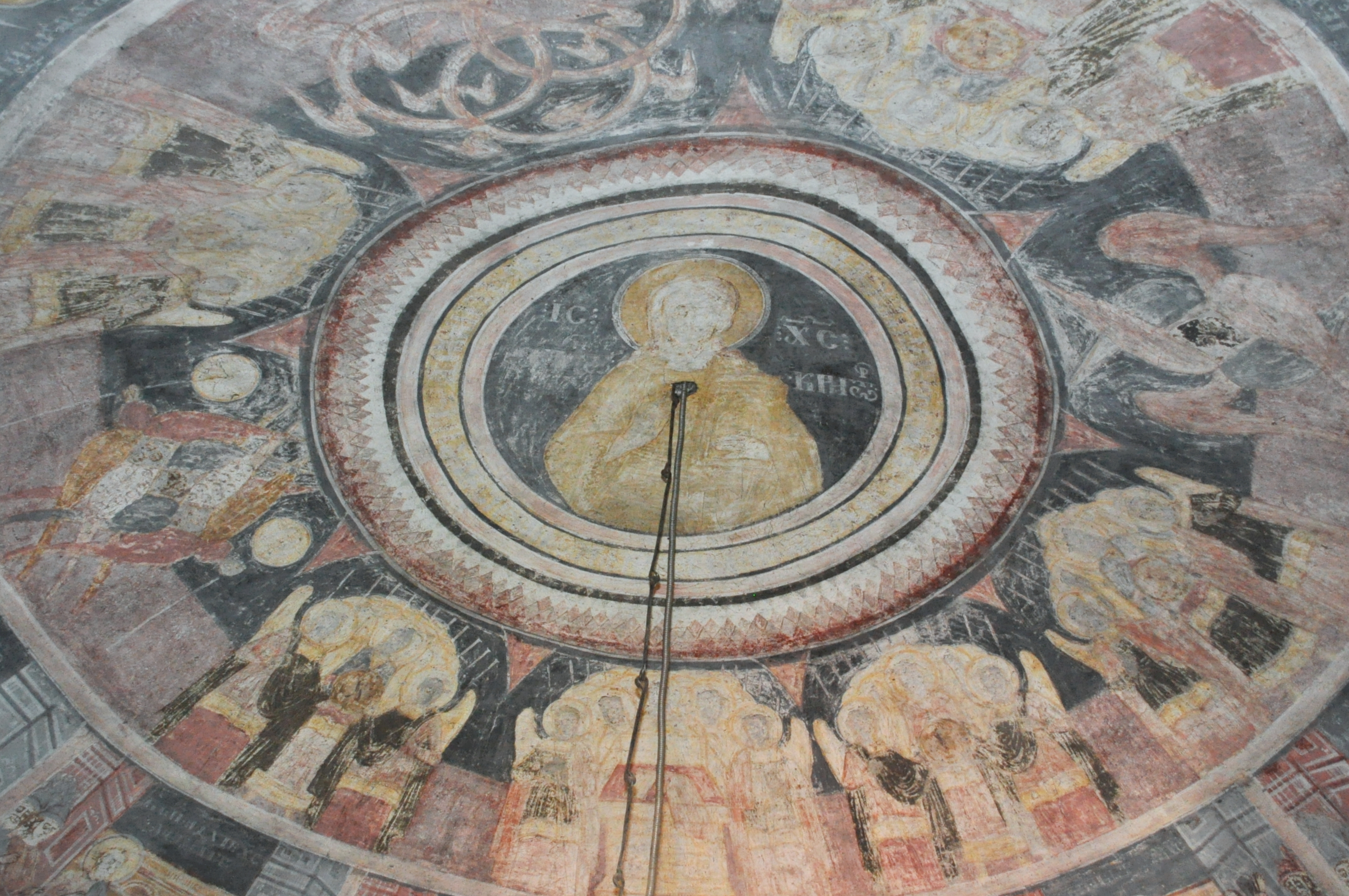
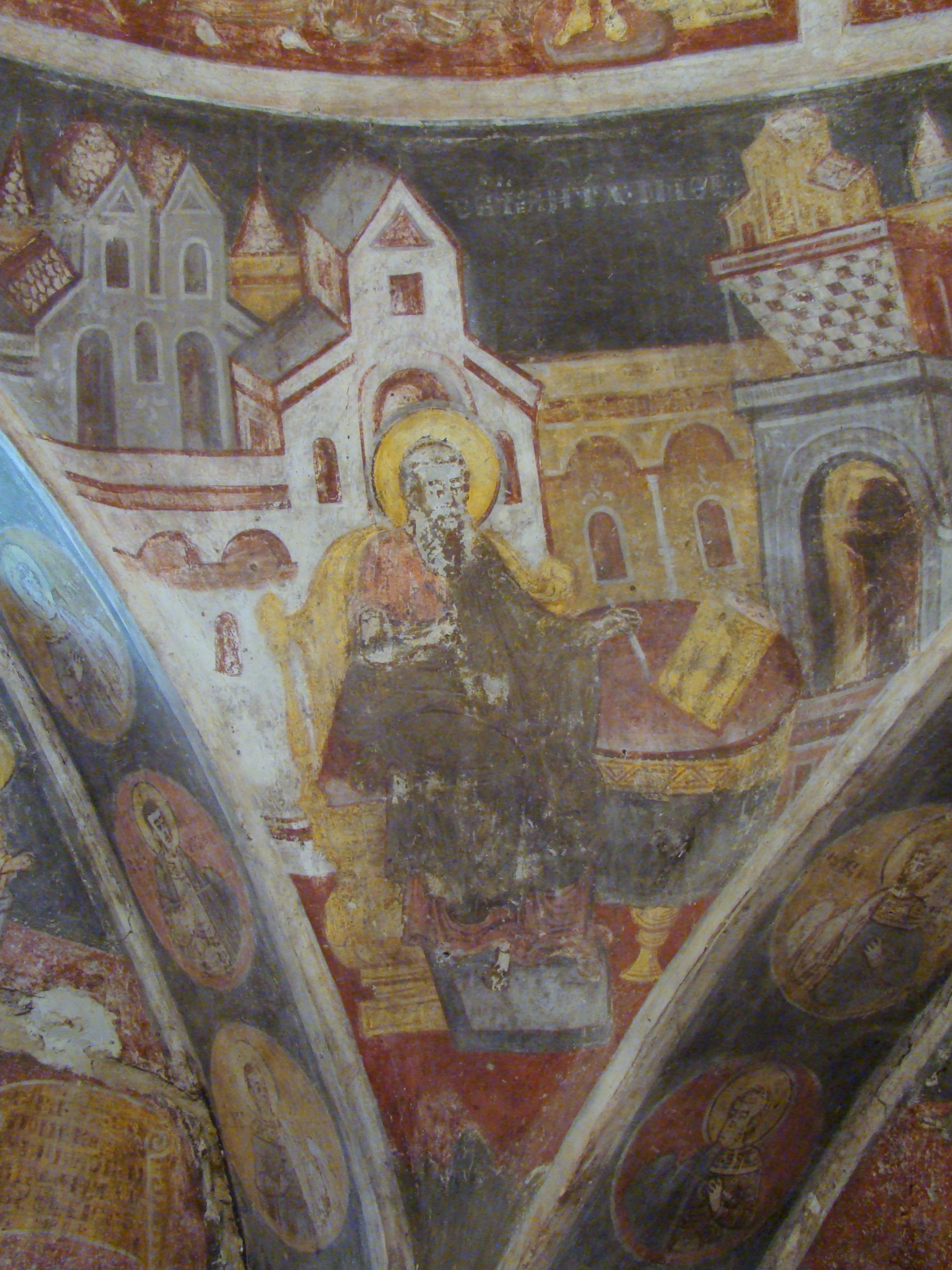
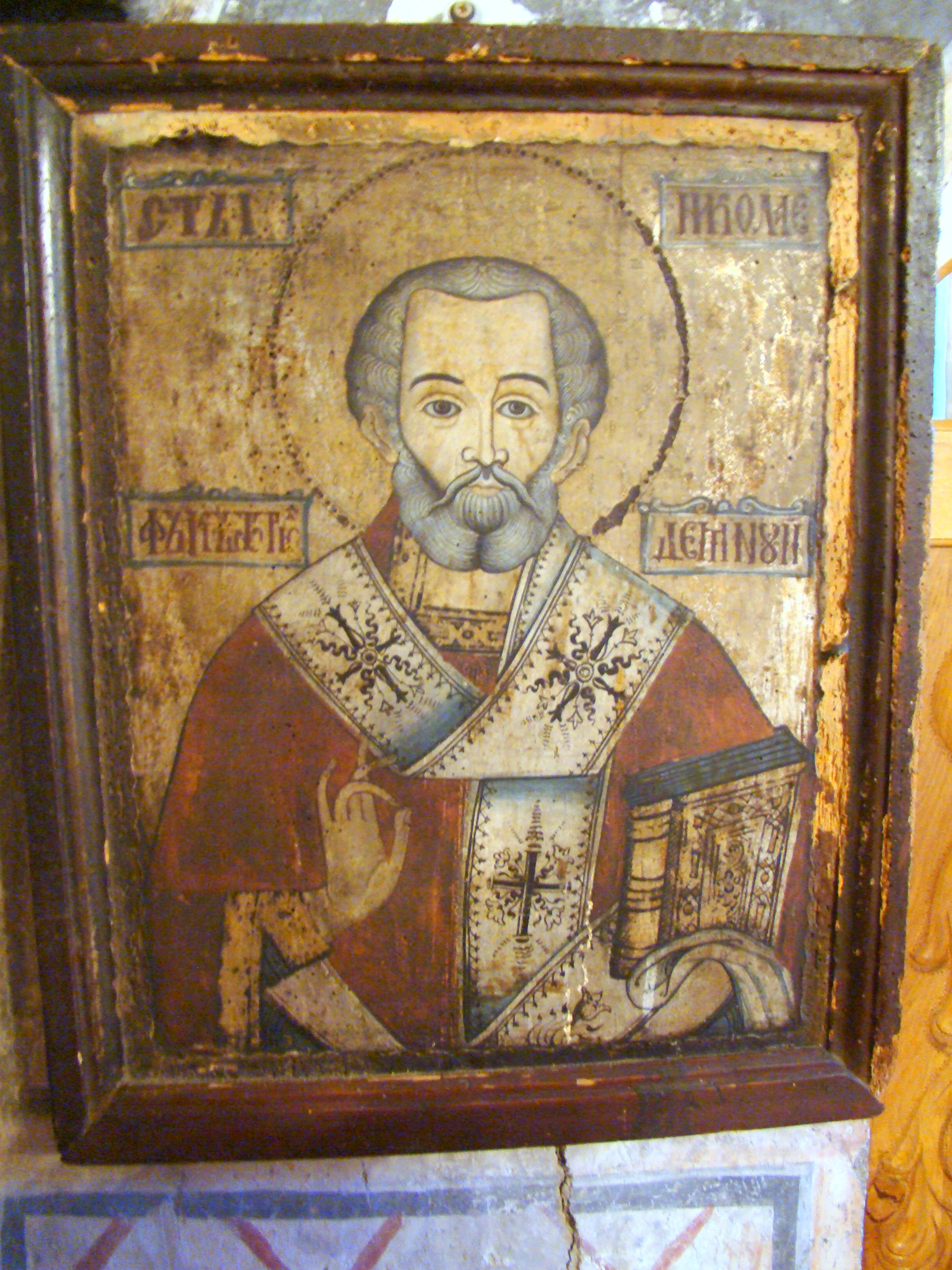
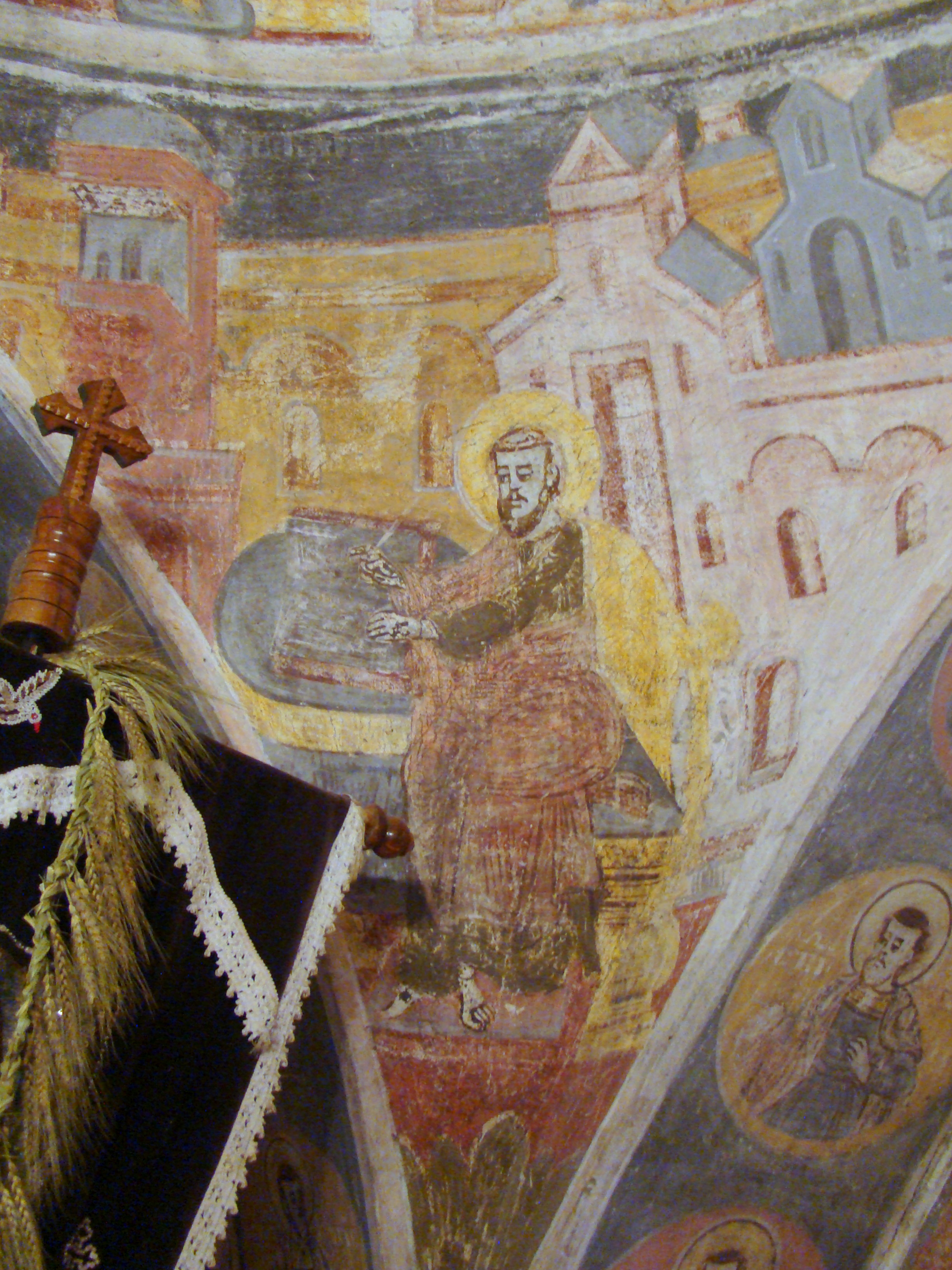
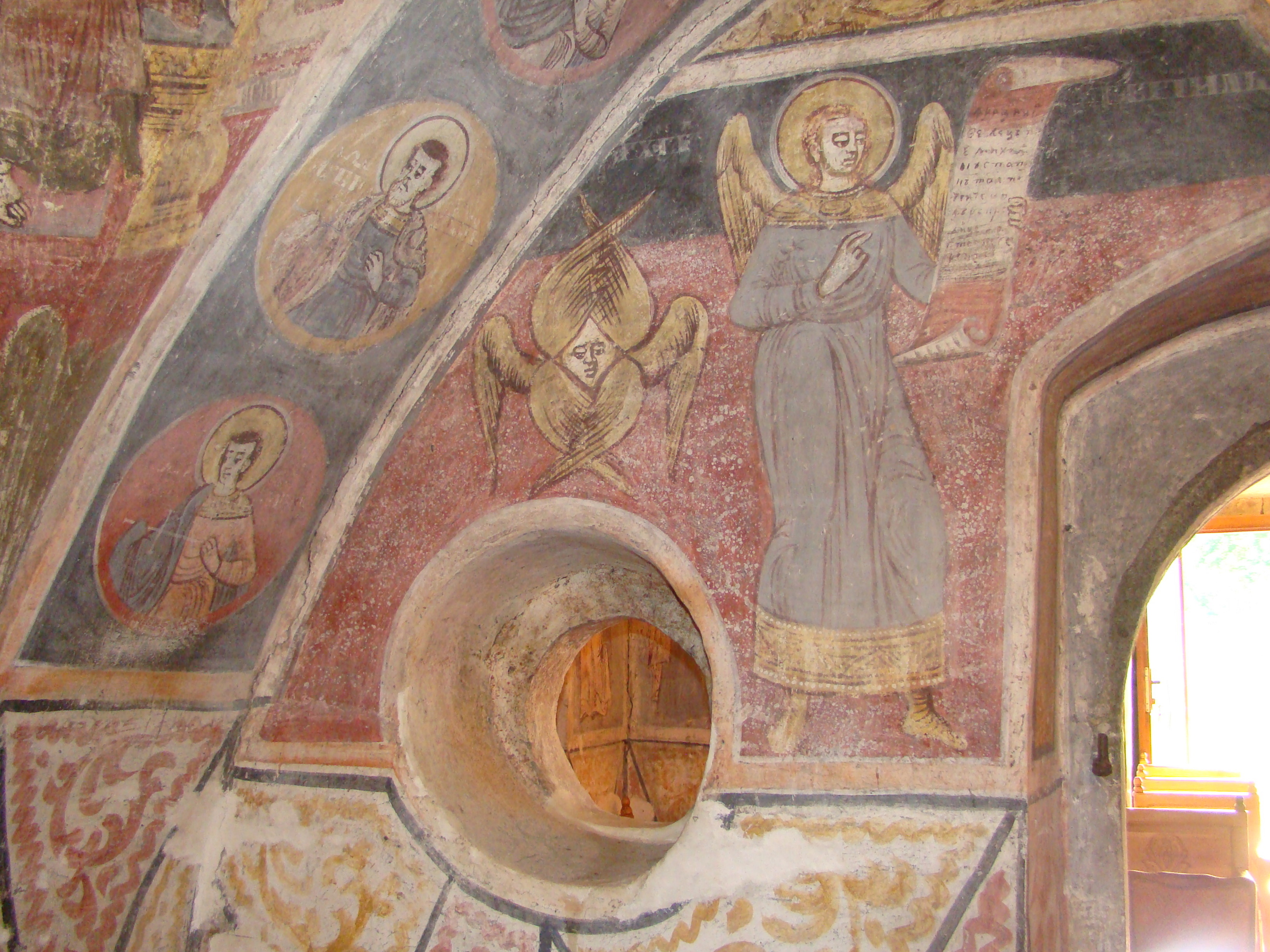
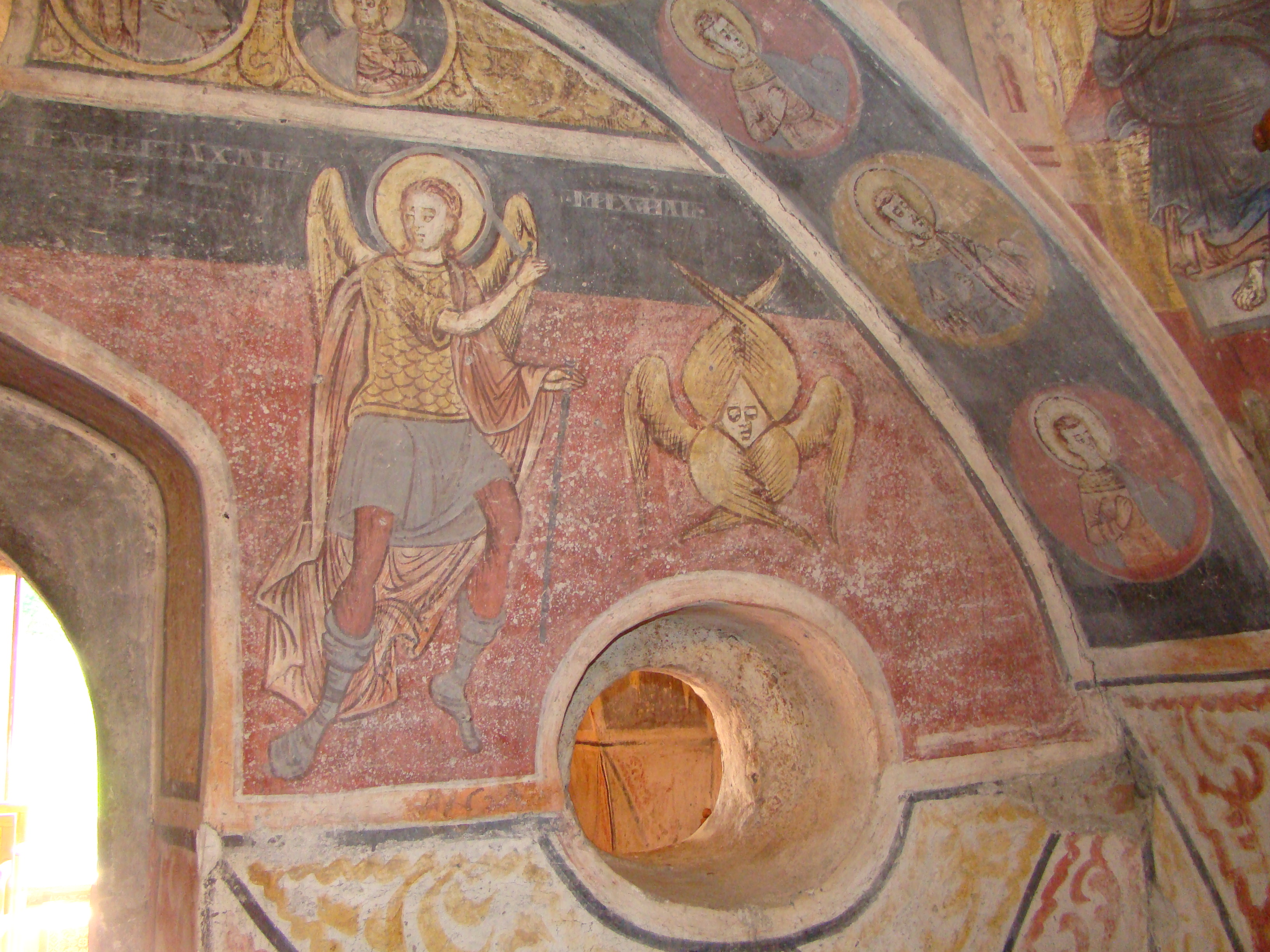
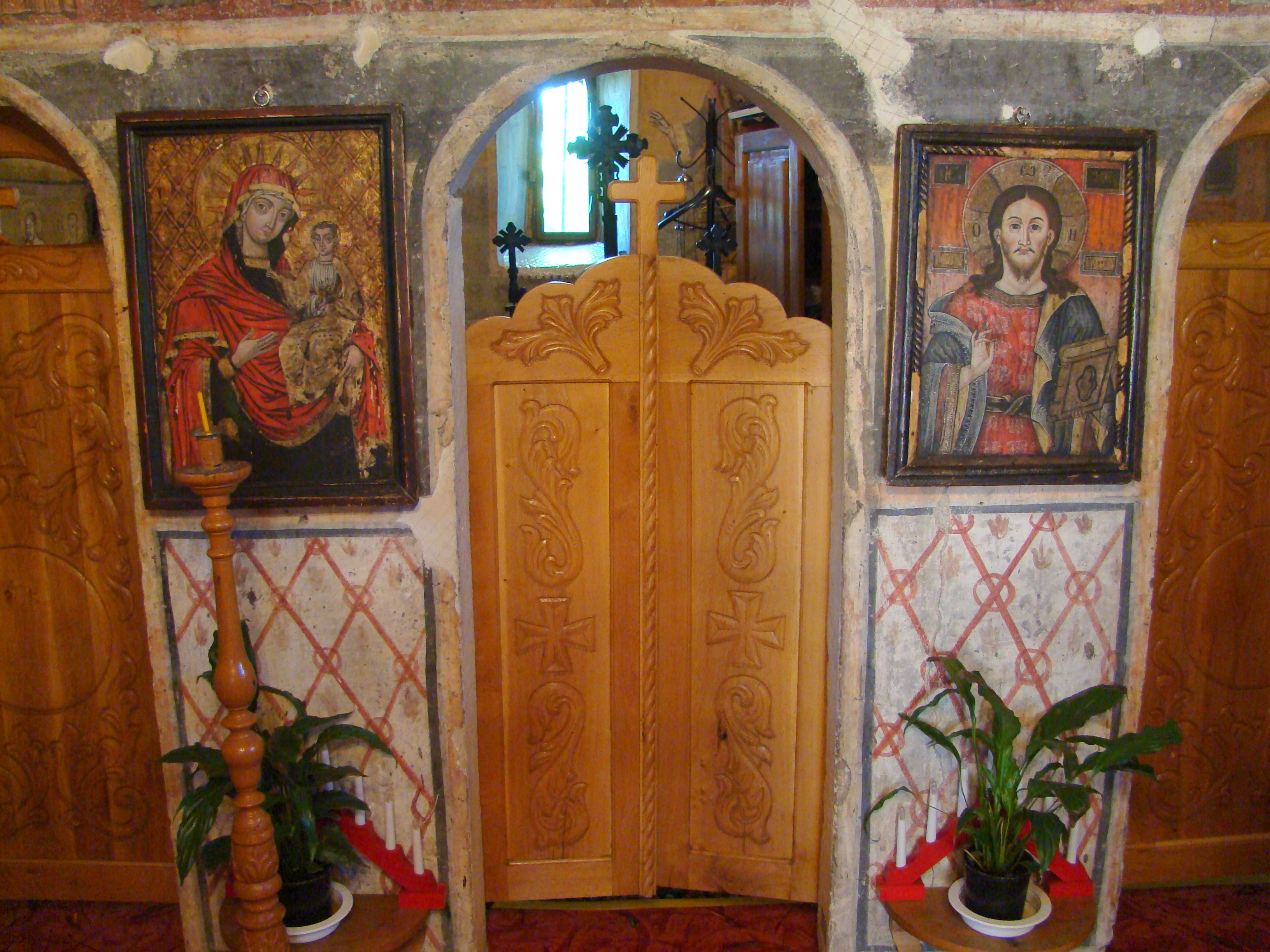
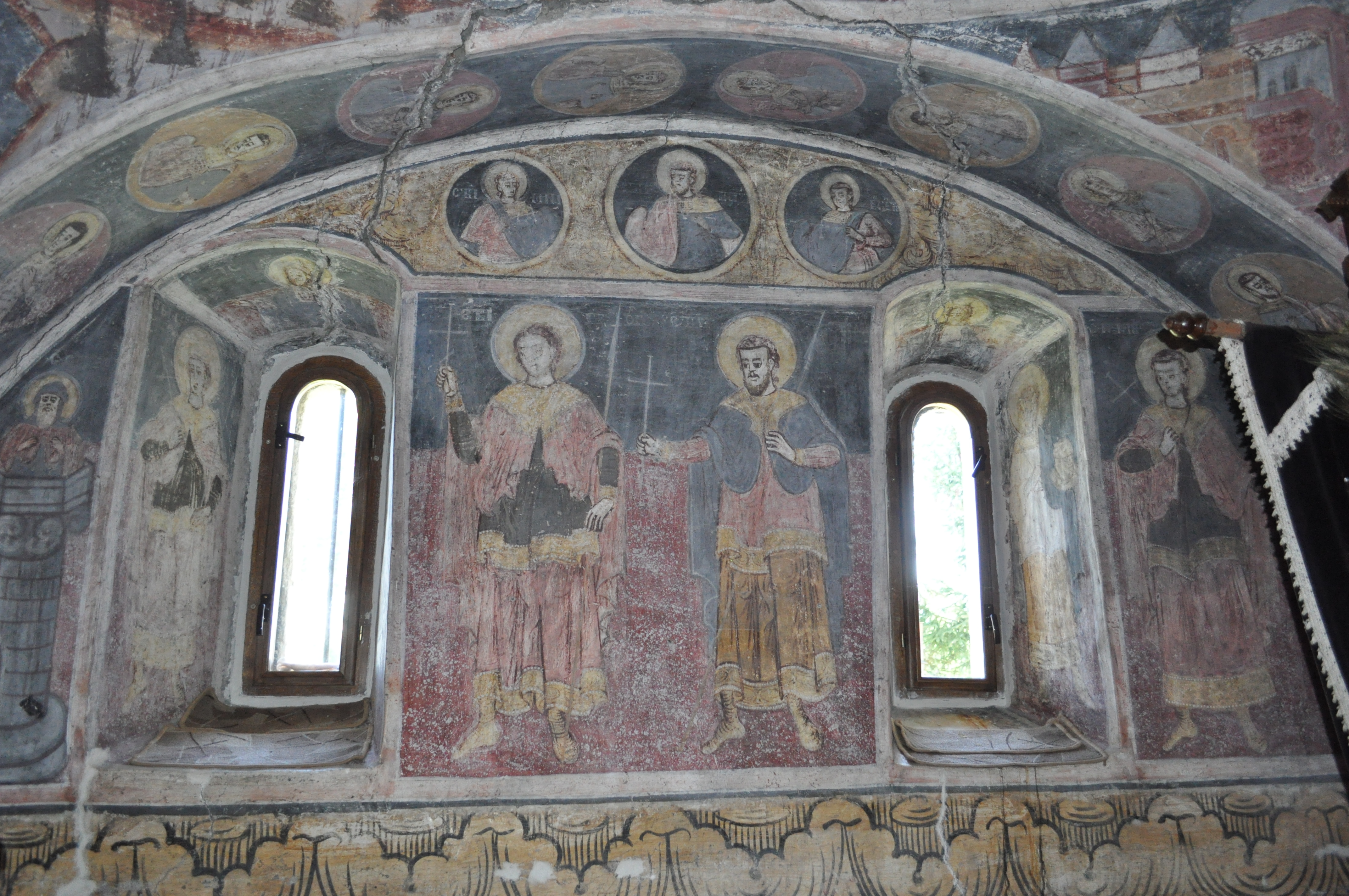
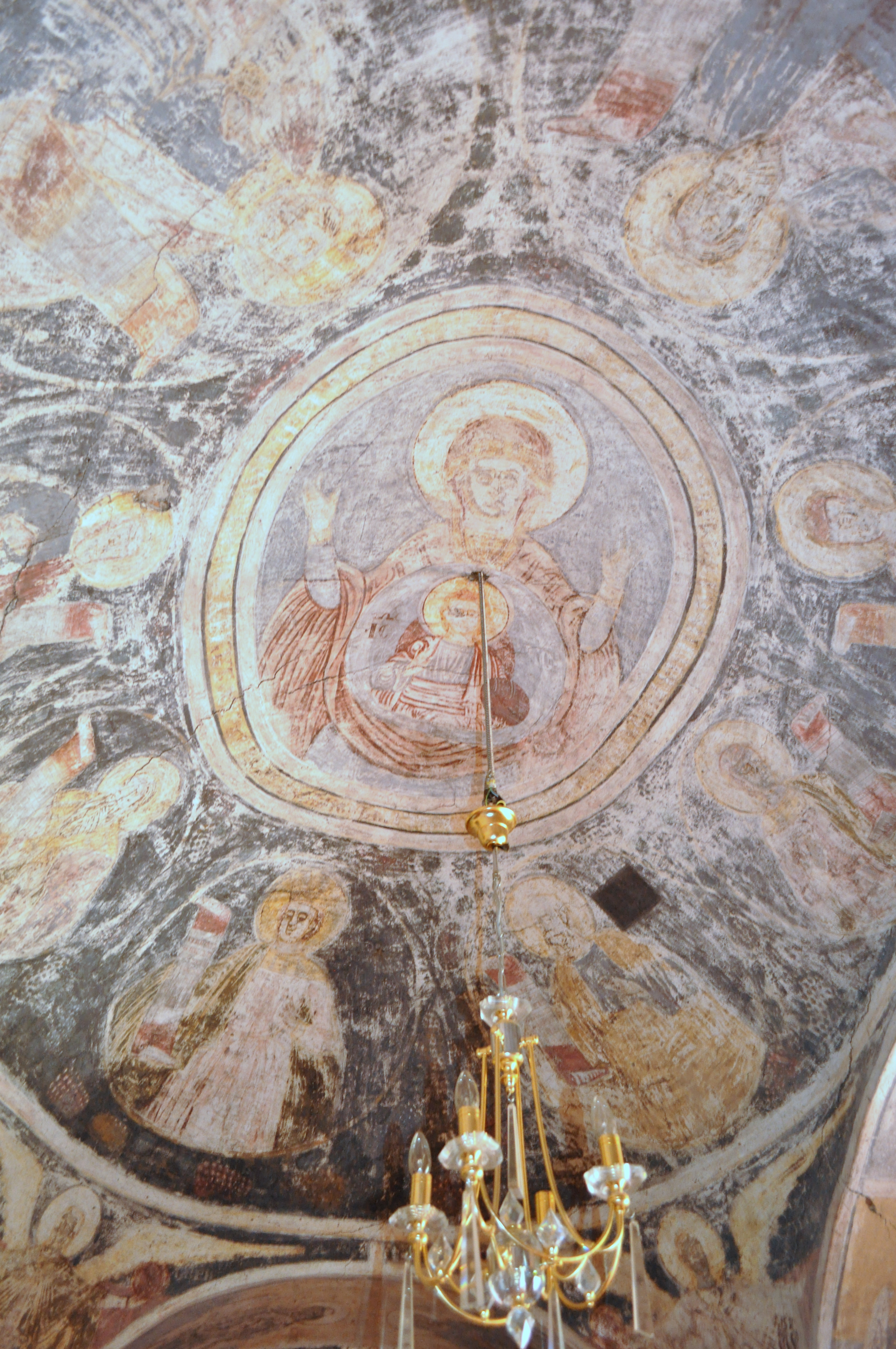
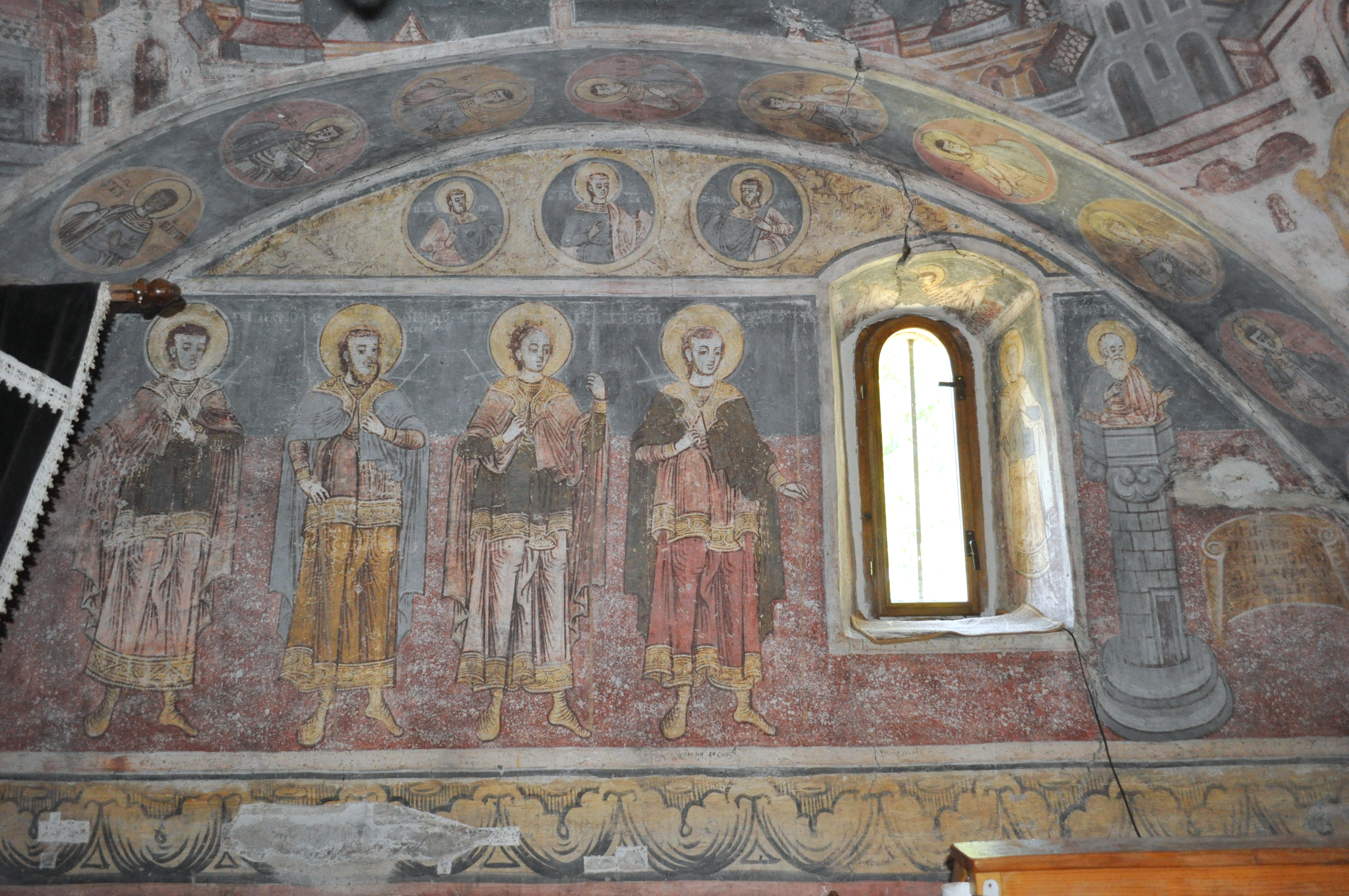
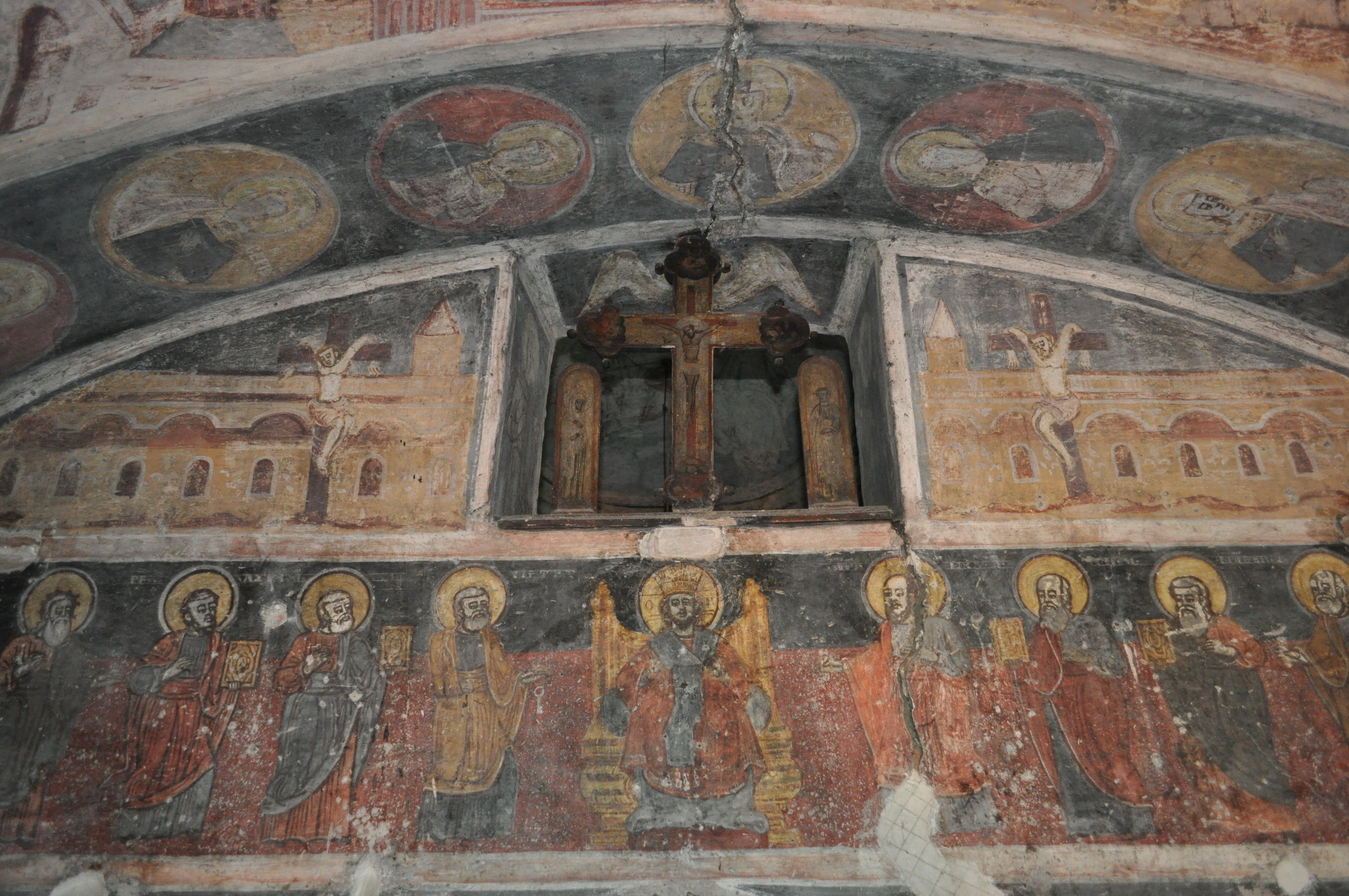
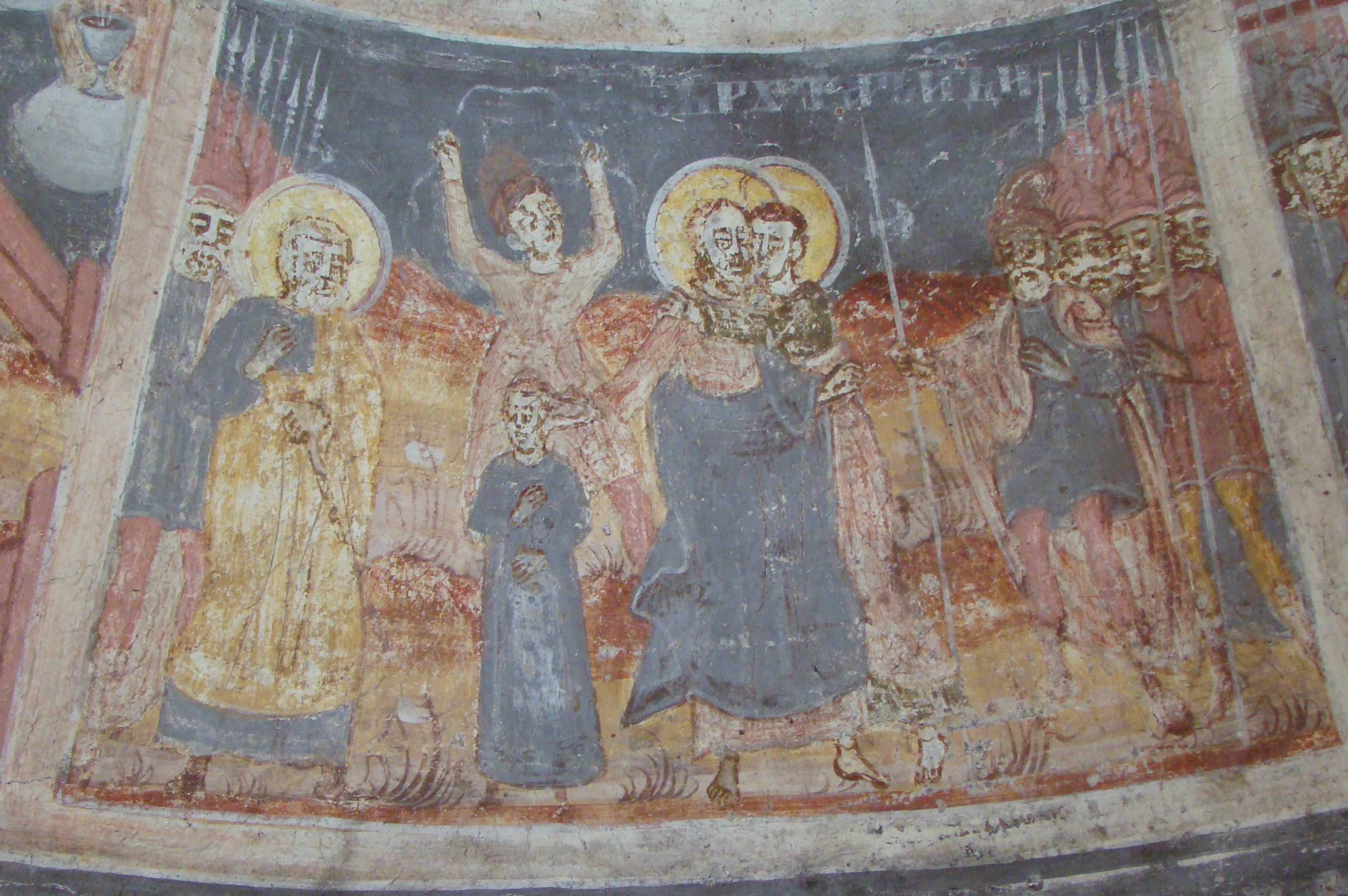